# Art roman auvergnat

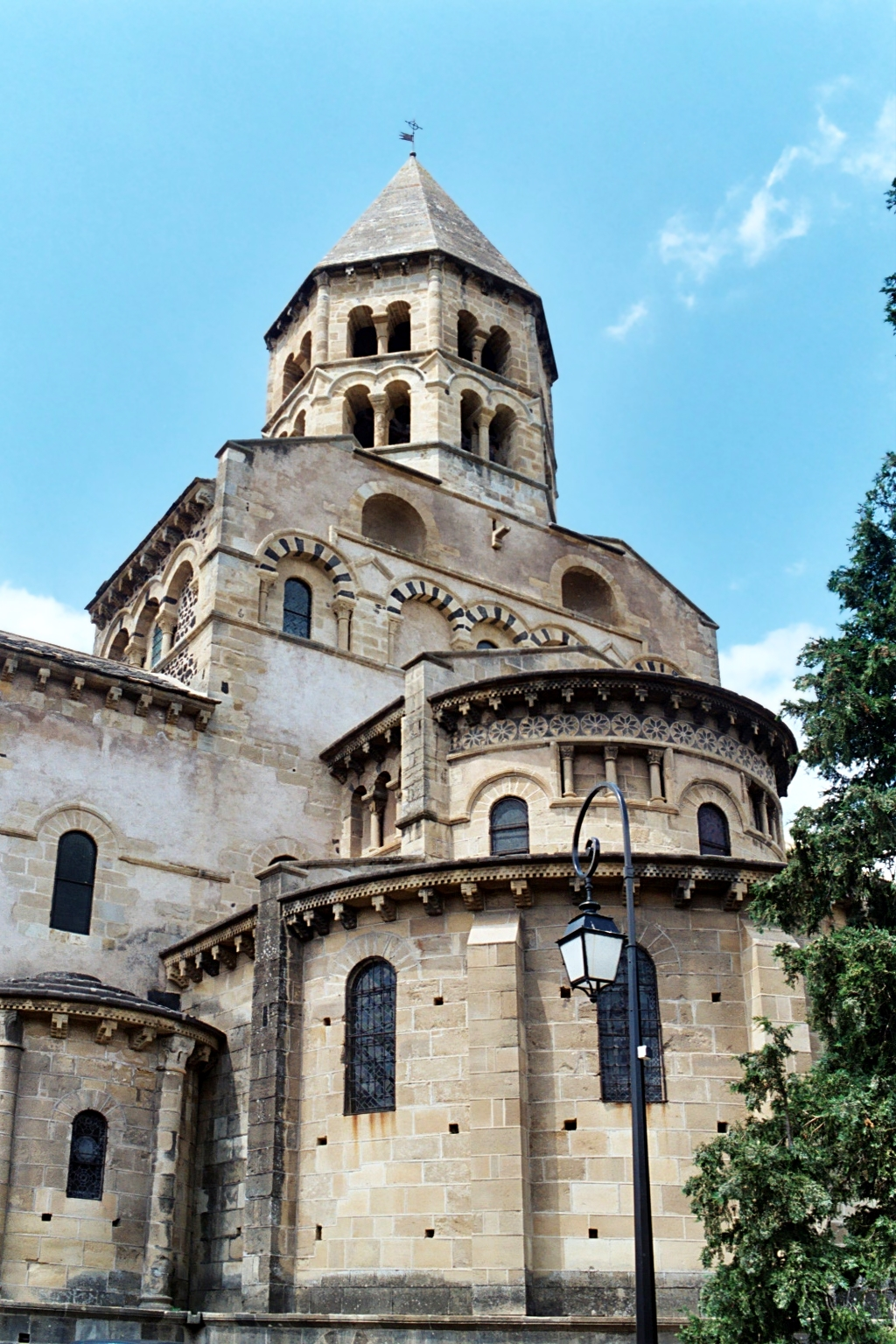
Église Notre-Dame de Saint-Saturnin.

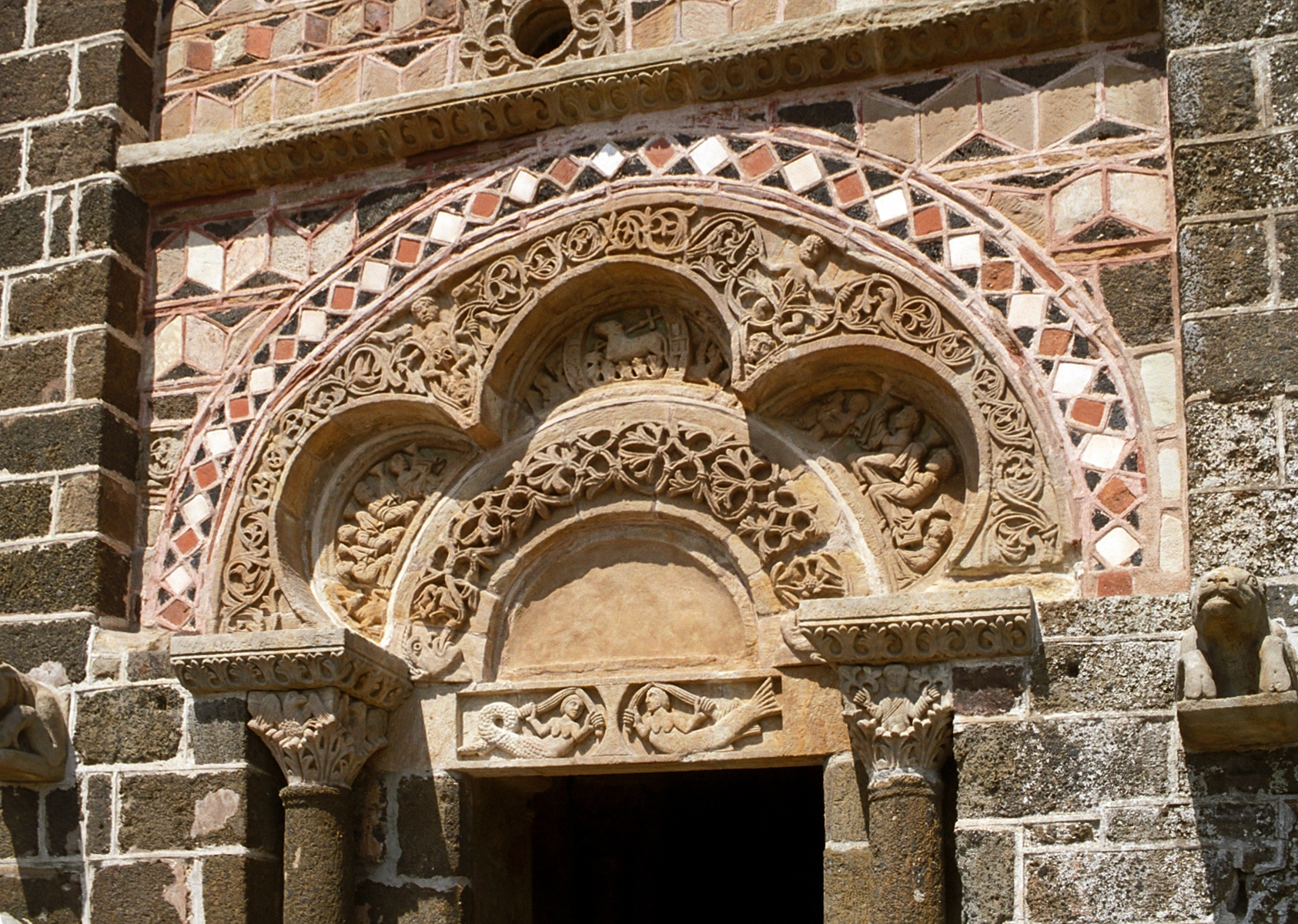
Portail trilobé de l'église Saint-Michel d'Aiguilhe.

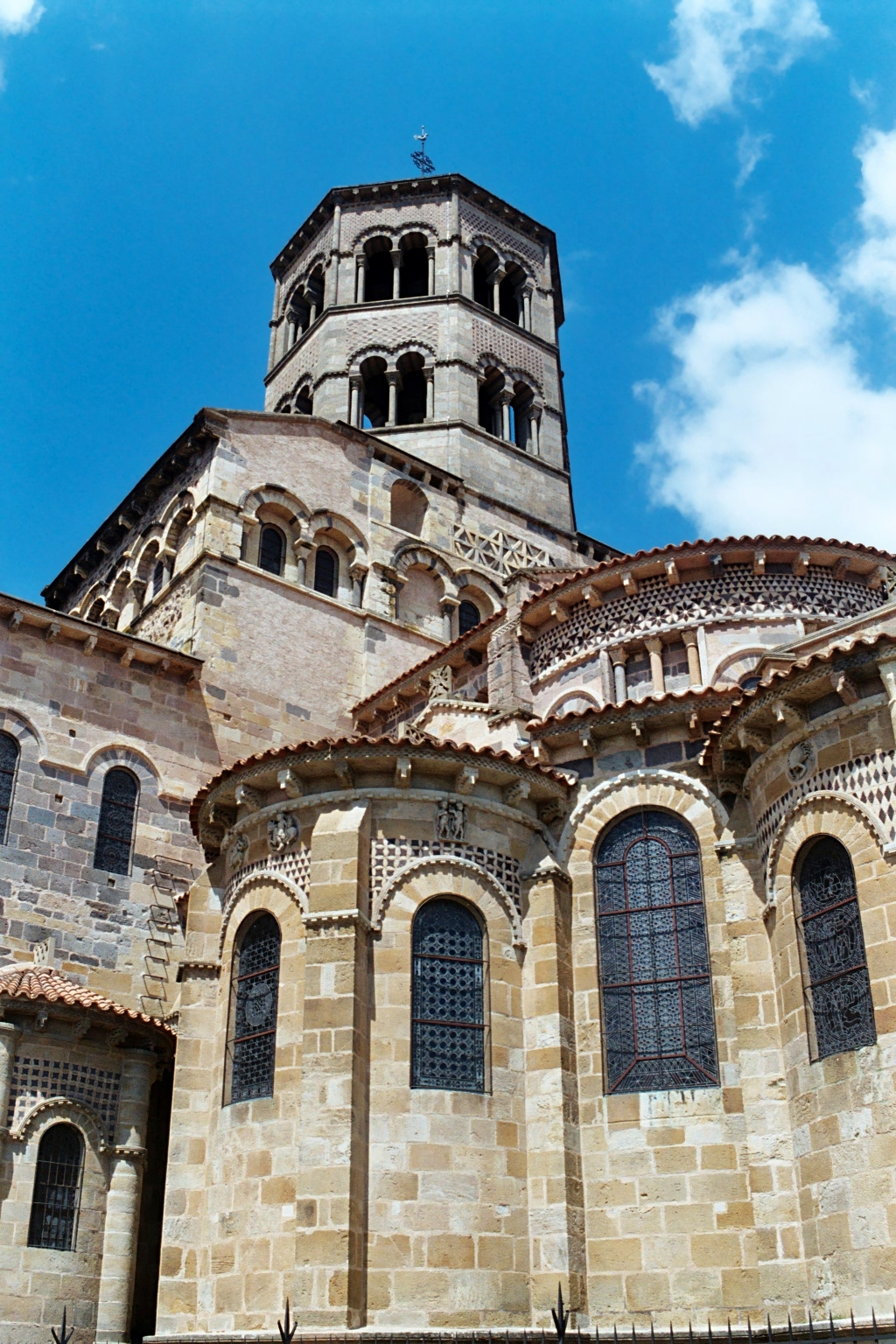
Abbatiale Saint-Austremoine d'Issoire.

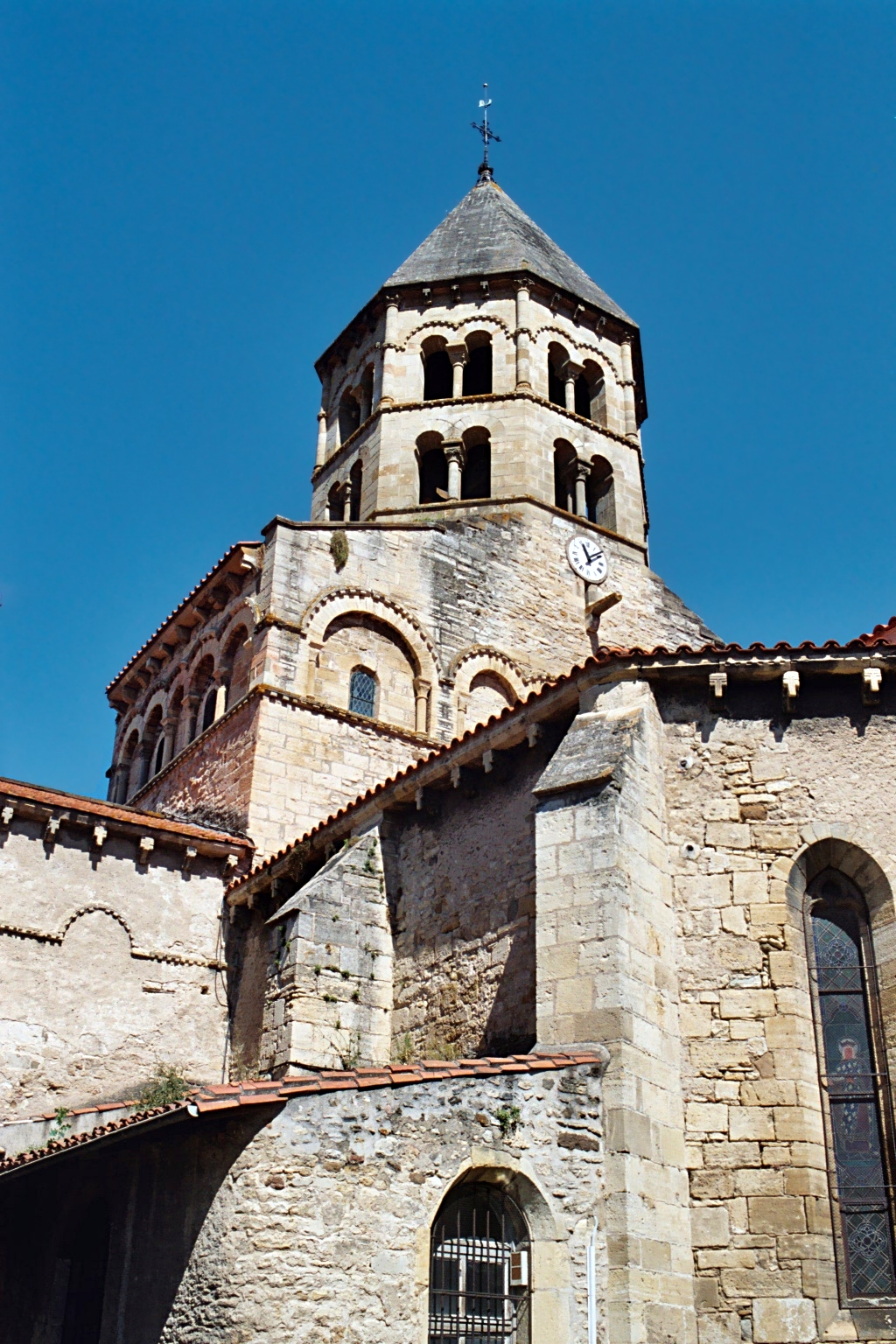
Église Saint-Julien de Chauriat, église majeure de type incomplet.

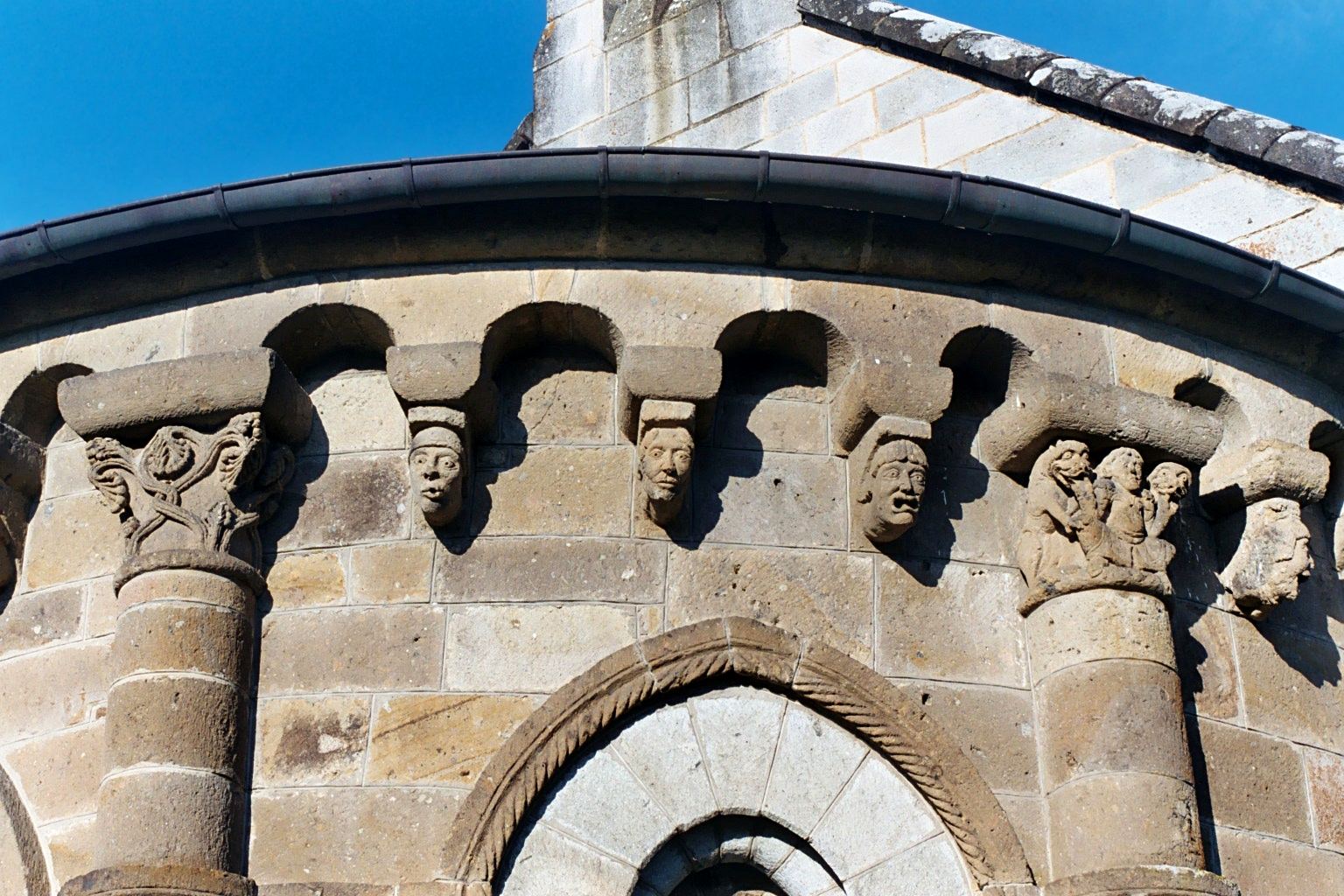
Église Saint-Georges d'Ydes-Bourg.

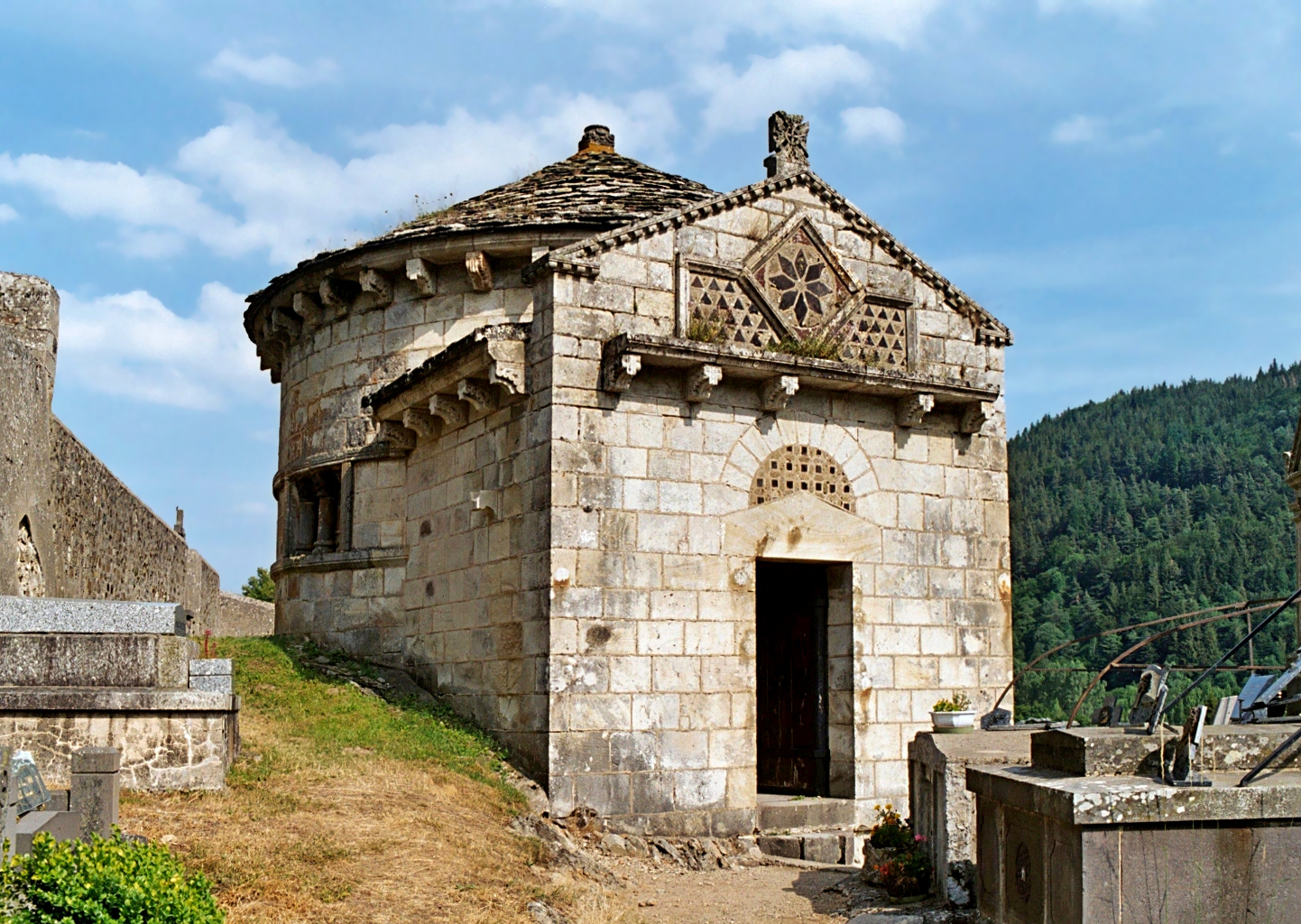
Chapelle funéraire de Chambon-sur-Lac.

L'art roman auvergnat est une variété notable de l'art roman qui s'est développée en Auvergne aux XIe et XIIe siècles. Elle se caractérise par sa richesse ornementale et l'homogénéité de son style.
Par extension, on y inclut la petite province du Velay qui fut souvent placée sous la même couronne comtale à cette époque.

## Domaine géographique
L'Auvergne historique correspond au diocèse primitif de Clermont, lui-même calqué sur l'ancienne cité des Arvernes. Ce diocèse remontait très au nord et couvrait la limagne et la montagne bourbonnaise. En 1317, il fut partagé en deux avec la création du diocèse de Saint-Flour. Cette partition n'est pas à prendre en compte ici car elle est très postérieure à l'époque romane. On considère généralement que le domaine couvert par l'art roman auvergnat comprend trois régions : la Basse-Auvergne, la Haute-Auvergne et le Velay. L'érudit Félix Thiollier précise :  « Il ne saurait, en effet, être question  de faire rentrer la Haute-Loire dans l'école d'Auvergne. Si en réalité l'école de Clermont a exercé sur le Velay une certaine influence, on ne retrouve pas, dans le diocèse du Puy, l'élément caractéristique de l'école d'Auvergne,la voûte en quart de cercle des collatéraux épaulant celle de la nef. L'ornementation n'est même pas auvergnate* mais bien plutôt méridionale ».

## Les églises dites «majeures»
L'art roman dans ce qui est considéré aujourd'hui comme la Basse-Auvergne est dominé par un groupe d'une dizaine d'églises dites « majeures » (et non cinq comme on le lit souvent). Toutes sont situées dans un rayon de 30 kilomètres autour de Clermont-Ferrand. Initialement toutes les églises présentaient probablement les mêmes caractéristiques de structure et d'ornementation, mais les églises majeures de type incomplet ont perdu certaines de ces caractéristiques à la suite de remaniements ou de restaurations.
Ce concept d'église majeure a été développé par des historiens tels que Louis Bréhier, André Gybal ou Pierre Balme dans la période allant de 1900 à 1970. Bernard Craplet le reprend encore dans les quatre éditions de son ouvrage Auvergne romane (dont la dernière parue en 1972 aux éditions Zodiaque),. Il est aujourd'hui remis en question par certains spécialistes comme Bruno Phalip,,, professeur en histoire de l'art à l'université Blaise-Pascal de Clermont-Ferrand, ou Georges Jousse, historien de l'art religieux médiéval (Prix Achille Allier 2019).

### Les églises majeures de type complet
Seules cinq de ces églises majeures ont conservé le type complet :
- la basilique Notre-Dame-du-Port de Clermont-Ferrand ;
- l'abbatiale Saint-Austremoine d'Issoire ;
- la basilique Notre-Dame d'Orcival ;
- l'église de Saint-Nectaire ;
- l'église Notre-Dame de Saint-Saturnin[5].

### Les églises majeures de type incomplet
Les autres églises majeures de Basse-Auvergne ne sont généralement pas citées comme telles à cause des mutilations et des remaniements qu'elles ont subis :
- l'église Saint-Léger d'Ébreuil (abbatiale) qui est la seule église de style carolingien en Auvergne. Bâtie en 961 elle a été reconstruite au XIe siècle, dotée d'un clocher-porche au début du XIIe siècle et d'un chevet gothique naissant à la fin XIIe siècle ;
- la collégiale Saint-Victor et Sainte-Couronne d'Ennezat, dont les chanoines ont remplacé le chevet roman par un écrasant chevet gothique au XIIIe siècle[12] ;
- l'église abbatiale de Mozac[13], dont le chevet a été détruit par des tremblements de terre au XVe siècle[12] ;
- l'église Saint-Julien de Chauriat, dont le chevet a été remplacé par un chevet gothique assez banal ;
- l'église Saint-Martin de Cournon-d'Auvergne, dont le massif barlong, le clocher, le déambulatoire et les chapelles rayonnantes se sont écroulés au XVIIIe siècle et ont été reconstruits au XIXe siècle[14] ;
- la basilique Saint-Amable de Riom, dont le transept et le clocher ont été restaurés après la Révolution (1855) ;
- la collégiale Saint-Cerneuf de Billom, la première église majeure, dont la construction se situerait à la fin du Xe siècle[15], fortement transformée à l'époque gothique.

### Les églises majeures disparues
Comme églises majeures, il faut ajouter deux édifices disparus :
- la cathédrale romane de Clermont ;
- l'abbatiale romane de la Chaise-Dieu.

Ces deux édifices romans ont assurément influencé l'ensemble des créations du diocèse.

## Caractéristiques des églises dites «majeures»

### Structure générale du chevet
Les églises majeures sont caractérisées par un remarquable chevet constitué d'une disposition ascendante caractérisée par un étagement progressif des masses et des volumes.
Cette disposition ascendante, qui ménage une progression jusqu'au clocher central, comporte de bas en haut :
- le déambulatoire flanqué de chapelles rayonnantes (sauf à Saint-Saturnin) ;
- le chœur ;
- le « massif barlong » prolongé latéralement par les bras du transept ;
- le clocher octogonal.

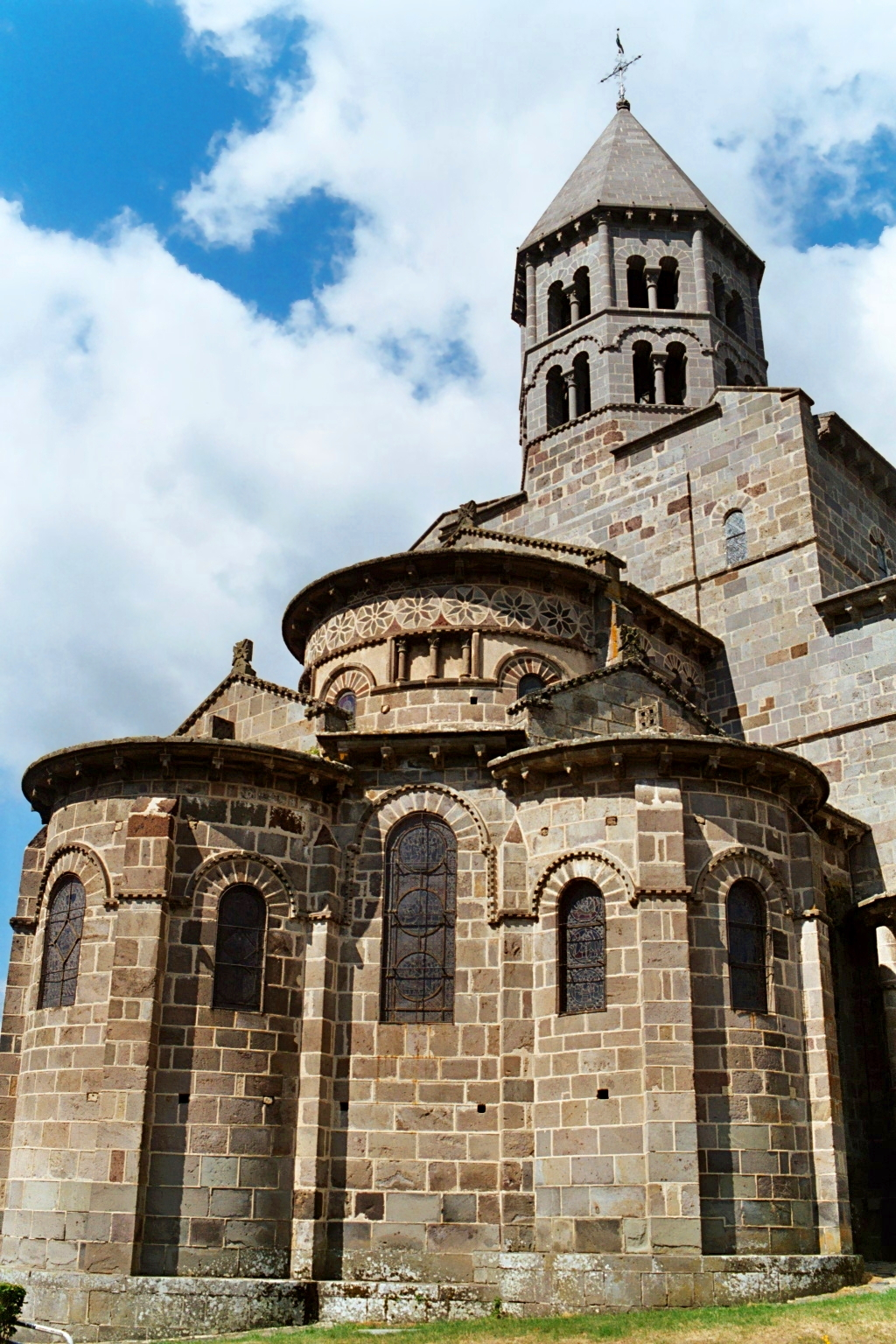
Saint-Nectaire.
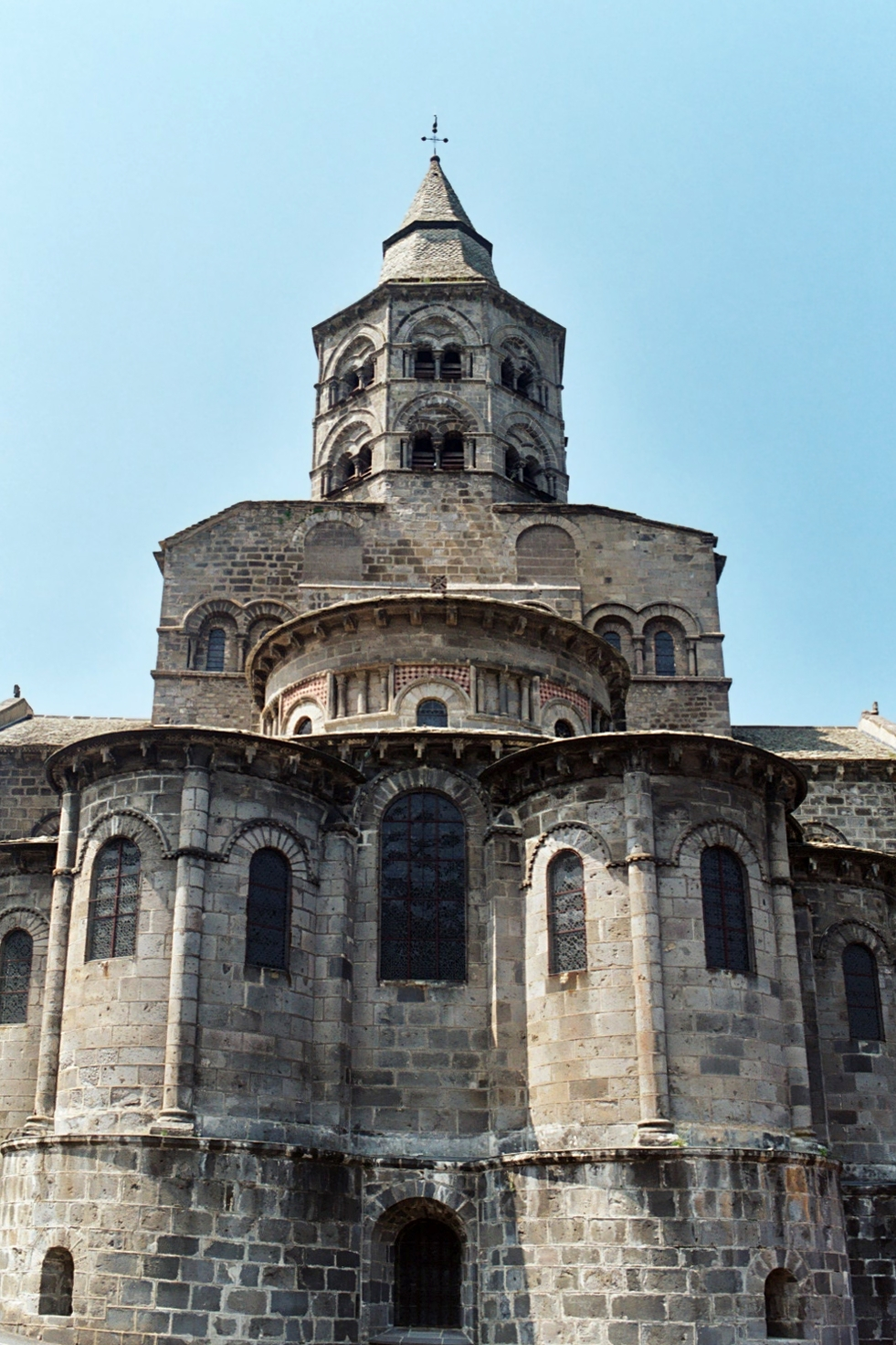
Orcival.
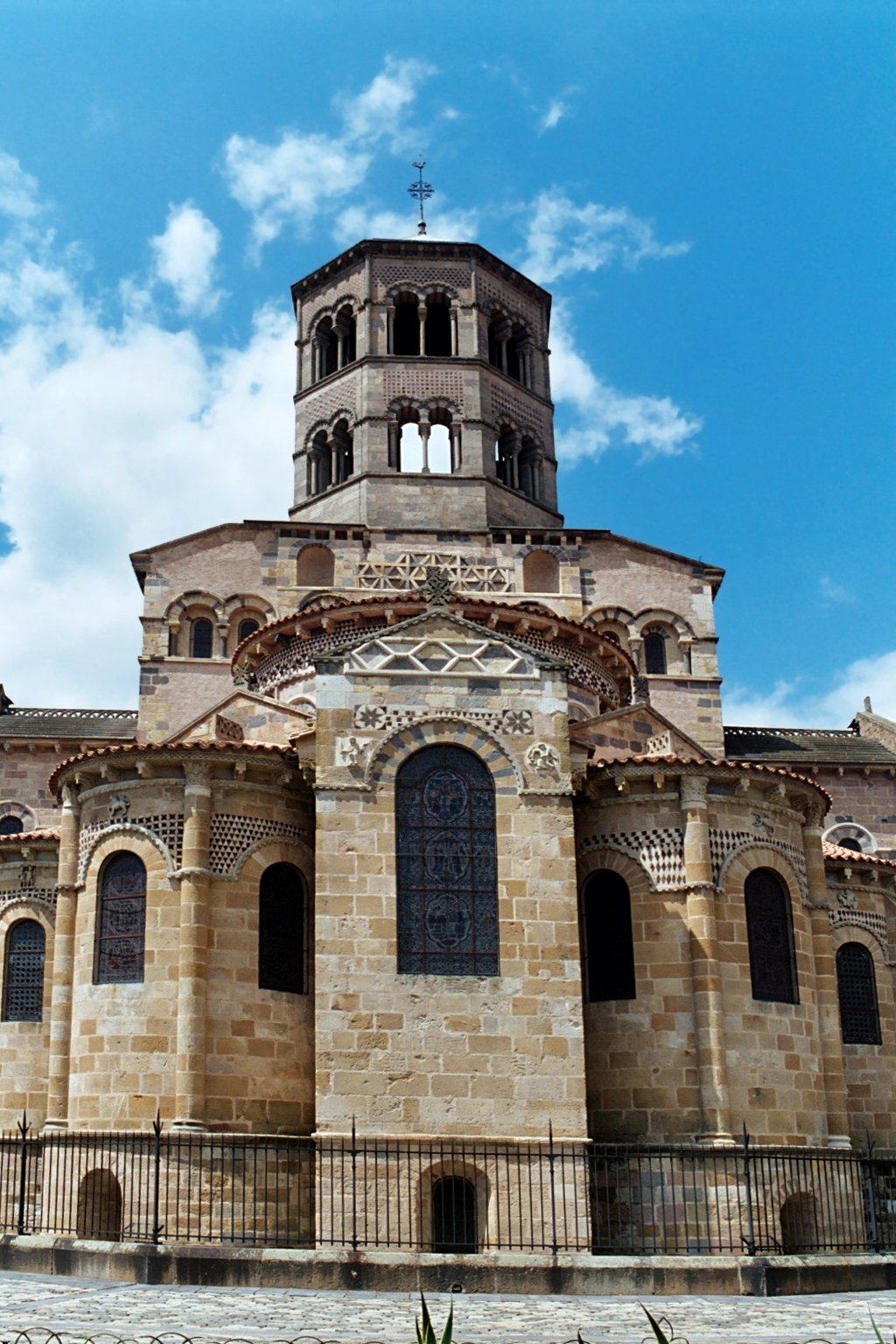
Issoire.
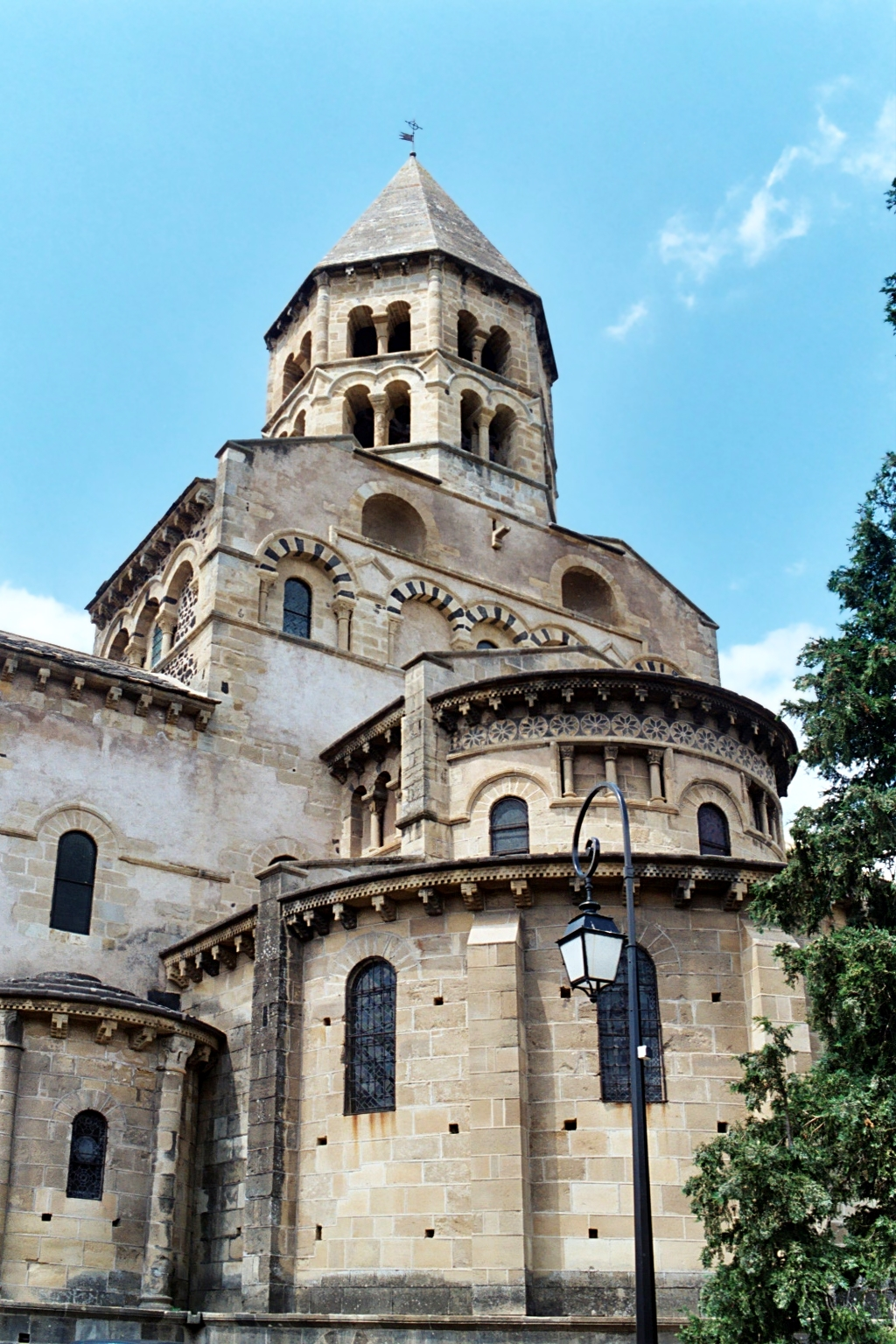
Saint-Saturnin.

### Le chœur et le déambulatoire à chapelles rayonnantes
Le chevet proprement dit des églises majeures est généralement constitué d'un chœur entouré d'un déambulatoire à chapelles rayonnantes. Le déambulatoire, qui permet de faire le tour du chœur, facilitait la circulation des fidèles et des pèlerins, très nombreux à l'époque romane.
Les chapelles rayonnantes sont absentes à Saint-Saturnin alors que leur nombre monte à quatre à Issoire, plus une chapelle axiale rectangulaire.
Dans certains cas, comme à Issoire et Saint-Nectaire, les chapelles rayonnantes sont adossées à un pignon surmonté d'un fronton triangulaire bordé d'un cordon de billettes et couronné d'une croix de pierre faisant office d'antéfixe.
Le chevet possède dans chaque cas une décoration remarquable par son abondance et sa polychromie, obtenue par l'utilisation de mosaïques de pierres comme le tuf volcanique, la lave andésite, l'arkose blonde ou le grès rosé.
Le chœur, le déambulatoire et les chapelles rayonnantes, possèdent une corniche largement débordante  soutenue par des modillons à copeaux et ornée d'une frise en damier (sauf à Saint-Nectaire).
Sous la corniche du chœur se déploie généralement une mosaïque polychrome de rosaces (sauf à Orcival). Sous ces mosaïques, les fenêtres du chœur alternent avec des loges rectangulaires abritant chacune trois colonnettes.
Les arcs des fenêtres du déambulatoire et des chapelles sont bordés d'un cordon de billettes et exceptionnellement surmontés de mosaïques de pierres polychromes comme à Issoire.

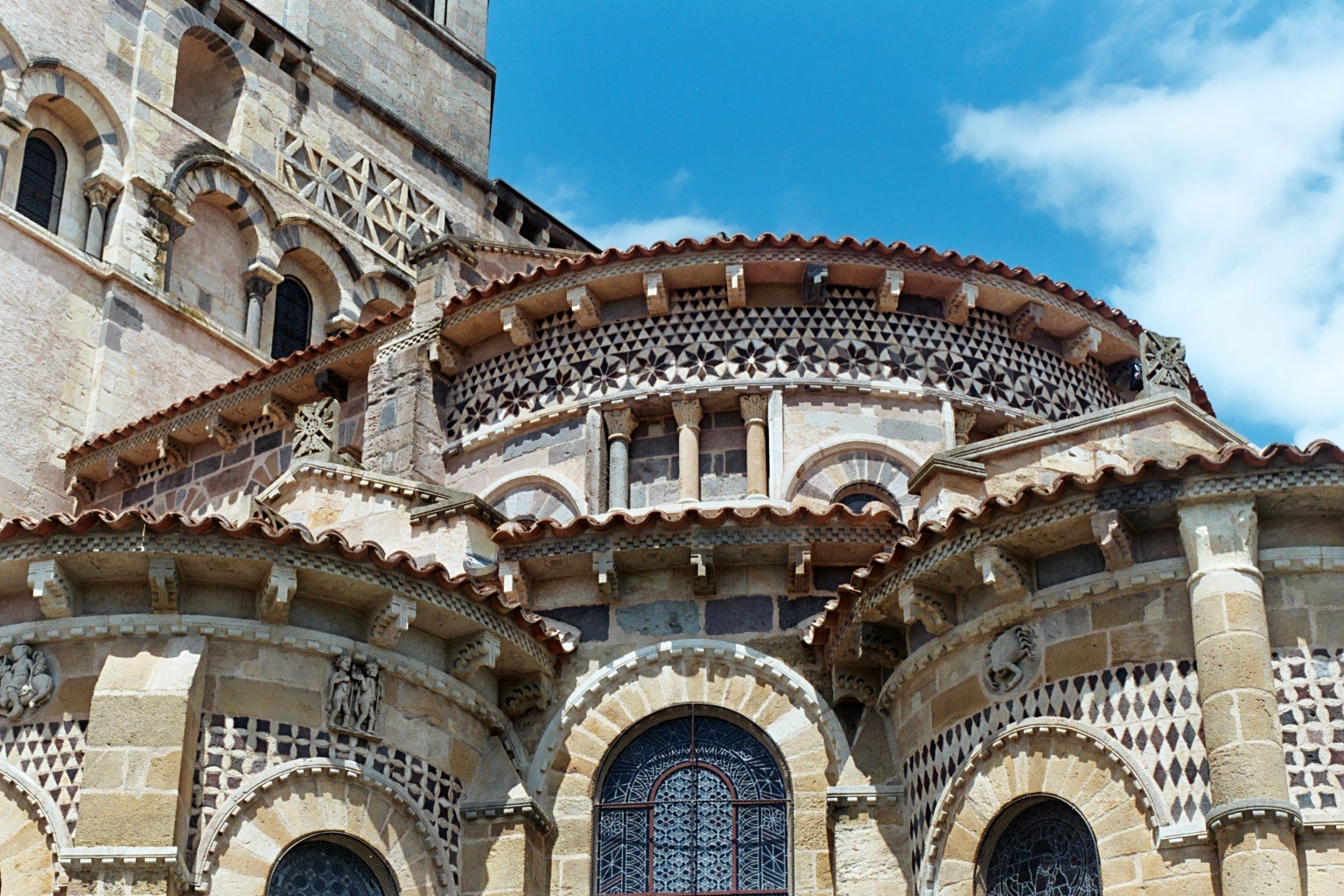
Abbatiale Saint-Austremoine d'Issoire.
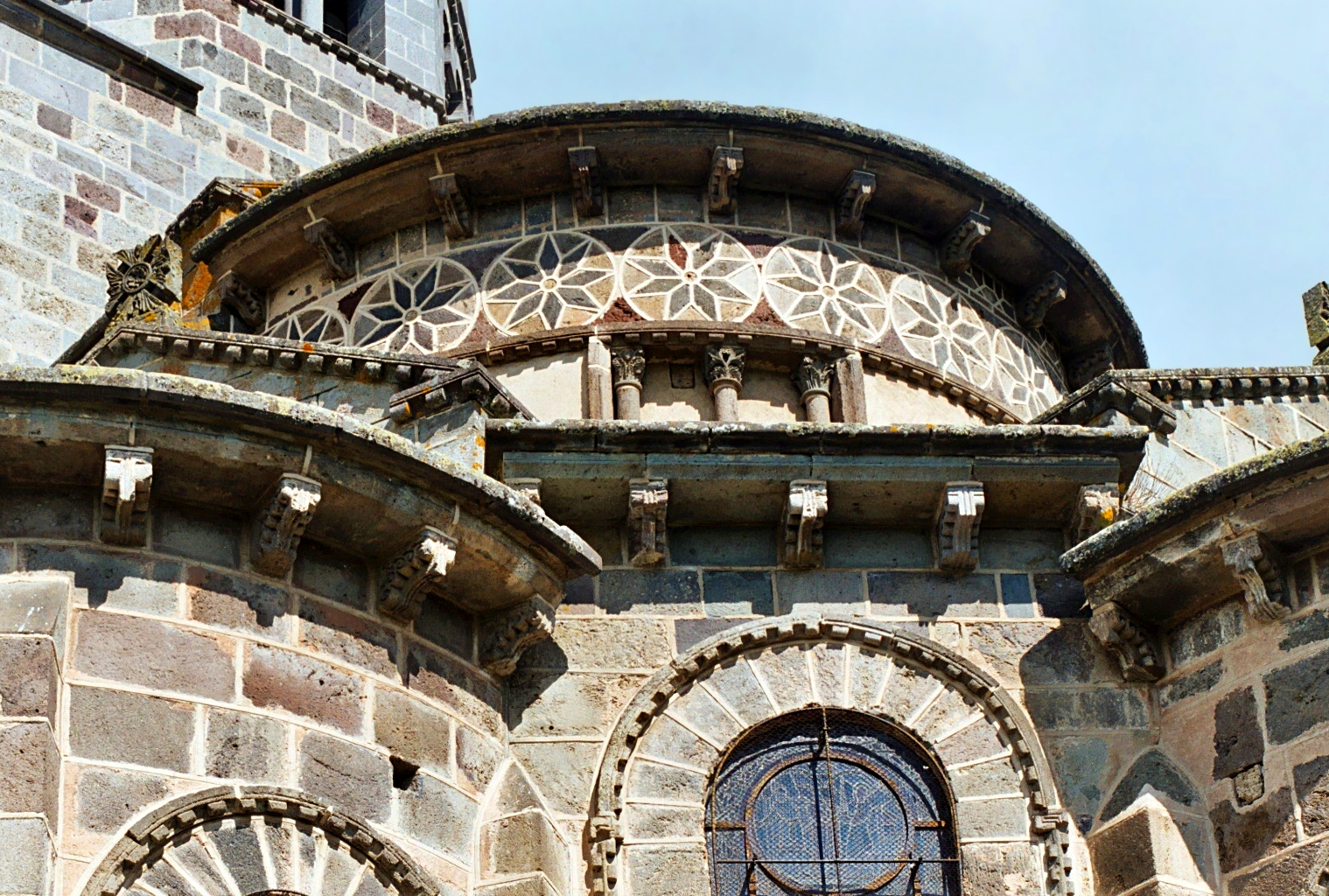
Église de Saint-Nectaire.

### Le massif barlong

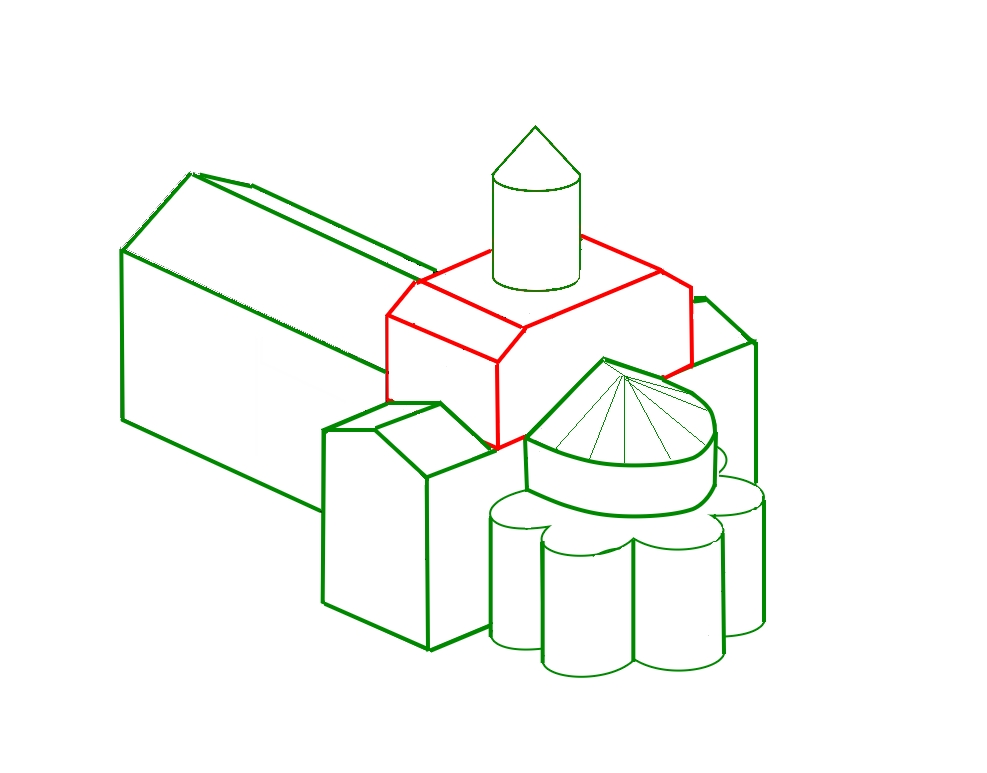
Massif barlong : schéma explicatif.

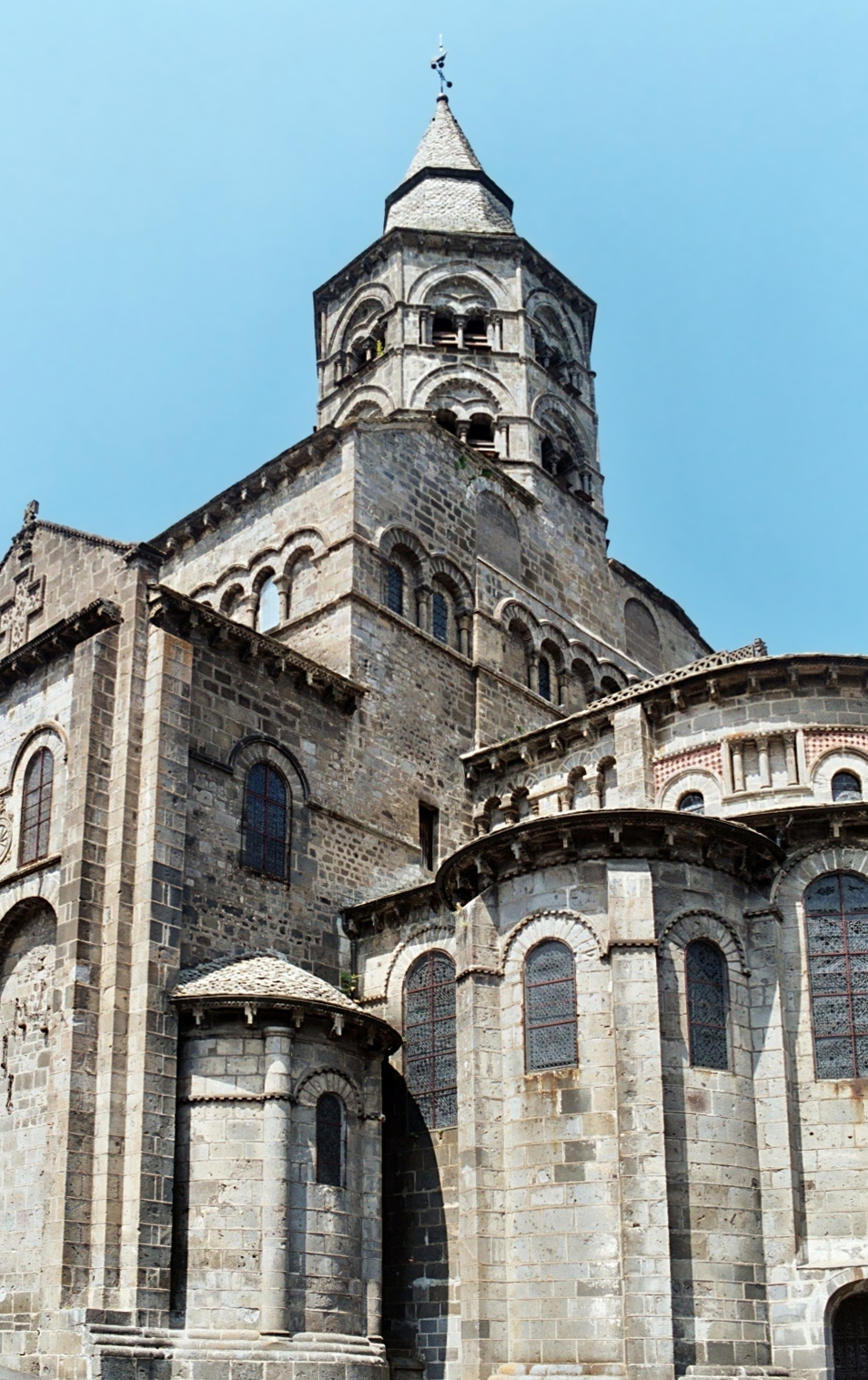
Massif barlong d'Orcival.

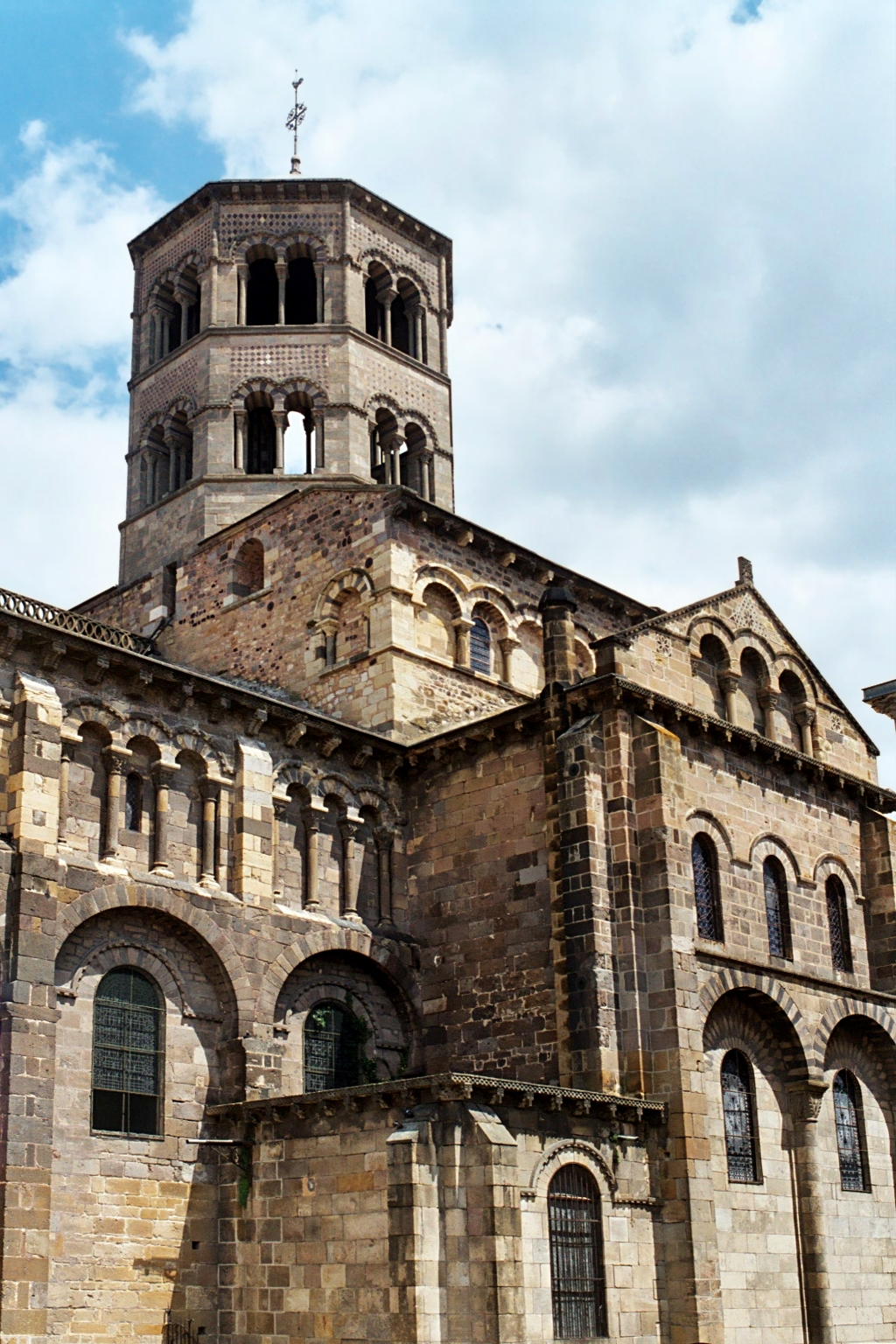
Façade latérale d'Issoire.

La silhouette caractéristique des églises romanes majeures de Basse-Auvergne est en bonne part due au « massif barlong » qui renforce l'élan vertical et l'étagement des volumes.
Le « massif barlong » (« barlong » signifiant « allongé transversalement ») est le massif fortement surélevé et perpendiculaire à l'axe de l'église qui surmonte la croisée du transept et est couronné par le clocher. Il est « la traduction extérieure du contrebutement de la coupole par de hautes travées latérales en demi-berceau ».
Le massif barlong auvergnat possède deux toits en appentis qui encadrent la naissance du clocher.
Les faces du massif barlong sont généralement ornées d'arcatures ornées d'un cordon de billettes (Ennezat, Chauriat) ou de claveaux polychromes (Saint-Saturnin, Issoire). Curieusement, les faces du massif barlong de Saint-Nectaire ne possèdent pas ces séries d'arcatures.
Le massif barlong d'Issoire possède également un décor de baguettes.

### Le clocher octogonal
Toutes les églises majeures possèdent un clocher octogonal mais seules les églises de Saint-Saturnin et Orcival ont conservé leur clocher d'origine, Ennezat, Menat et Thuret ayant conservé uniquement le premier étage d'origine.
Chaque face du clocher octogonal est percée de fenêtres géminées ornées d'un cordon de billettes (Ennezat, Saint-Nectaire, Chauriat) ou de claveaux polychromes (Issoire).
Le clocher rappelle la forme des édicules funéraires antiques. Il rappelle ainsi que l'église est un tombeau où l'homme est appelé a renaître. Le chevet lui-même rappelle cette symbolique.

### Les façades latérales de la nef et du transept
Les églises majeures présentent toutes la même structure des façades latérales de la nef et du transept : les fenêtres de ces façades, bordées d'un cordon de billettes, sont logées sous de grands arcs saillants appelés arcs de raidissement surmontés de triplets de baies aveugles.
Seule varie la position de la porte méridionale, qui se situe parfois au niveau de la nef et parfois au niveau du transept.

### L'intérieur
La nef est généralement couverte d'un berceau.
Le transept présente souvent une décoration typique faite d'un triplet constitué d'une arcature surmontée d'un arc en mitre encadrée de deux arcatures surmontées chacune d'un arc en plein cintre. Ce triplet orne les murs du transept de Notre-Dame-du-Port, Issoire, Orcival, Saint-Nectaire, Ennezat, Chauriat et Courpière.
Le chœur, voûté en cul-de-four, est entouré de six ou huit colonnes couronnées de chapiteaux historiés supportant des arcs surhaussés surmontés d'une deuxième série de baies, alternativement ajourées et aveugles. Il est parfois entièrement polychrome comme à Issoire, mais il subsiste généralement des traces de polychromie au moins au niveau des chapiteaux.

### Les peintures murales
À l'époque, une église n'était pas considérée comme achevée si elle n'avait pas reçue au minimum un badigeon de chaux sur l'enduit et les pierres de taille, en attendant la peinture. Cette peinture « contribuait donc à distinguer l'espace extérieur, matériel et profane, de l'espace intérieur, spirituel et sacré ».

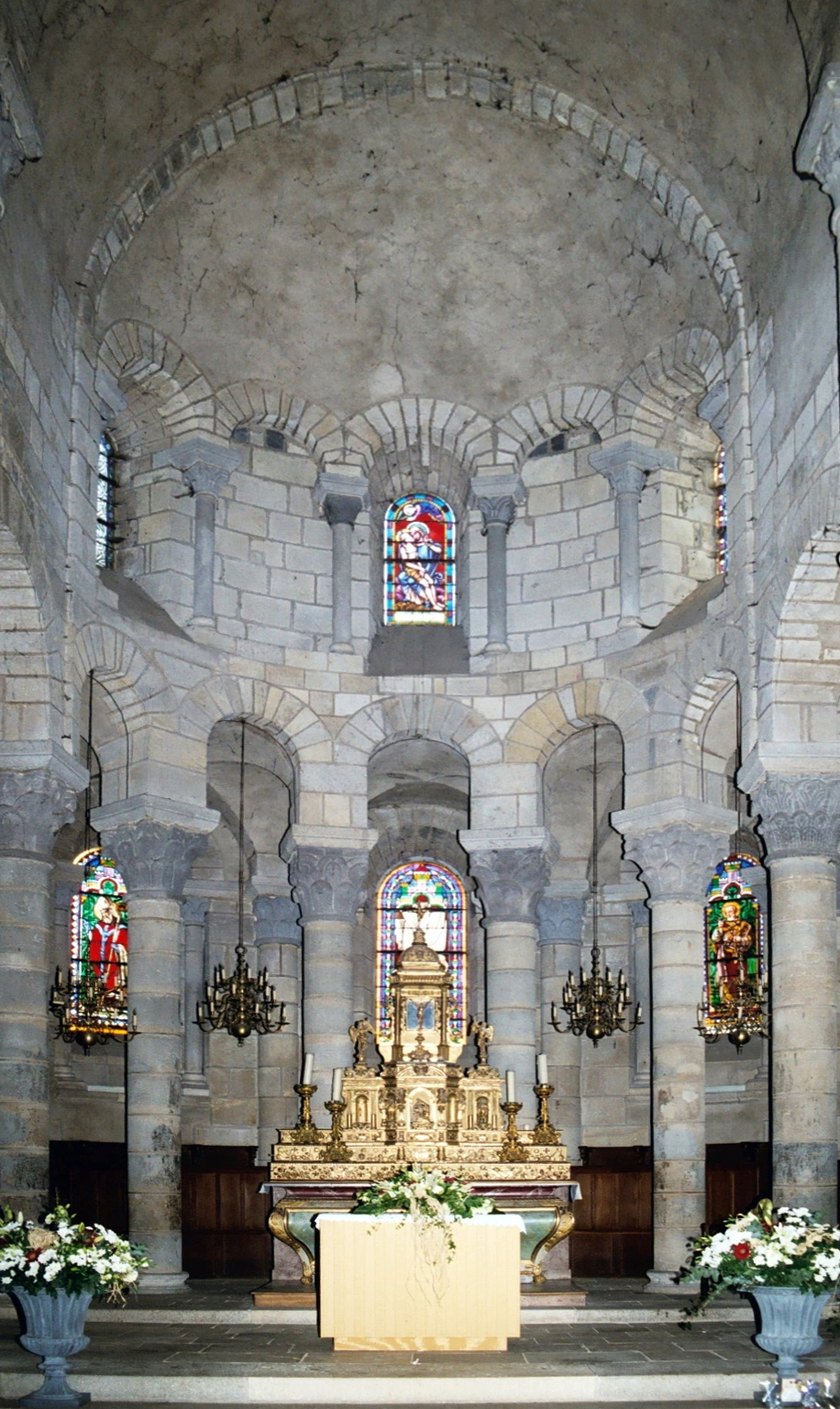
Le chœur de Saint-Saturnin.
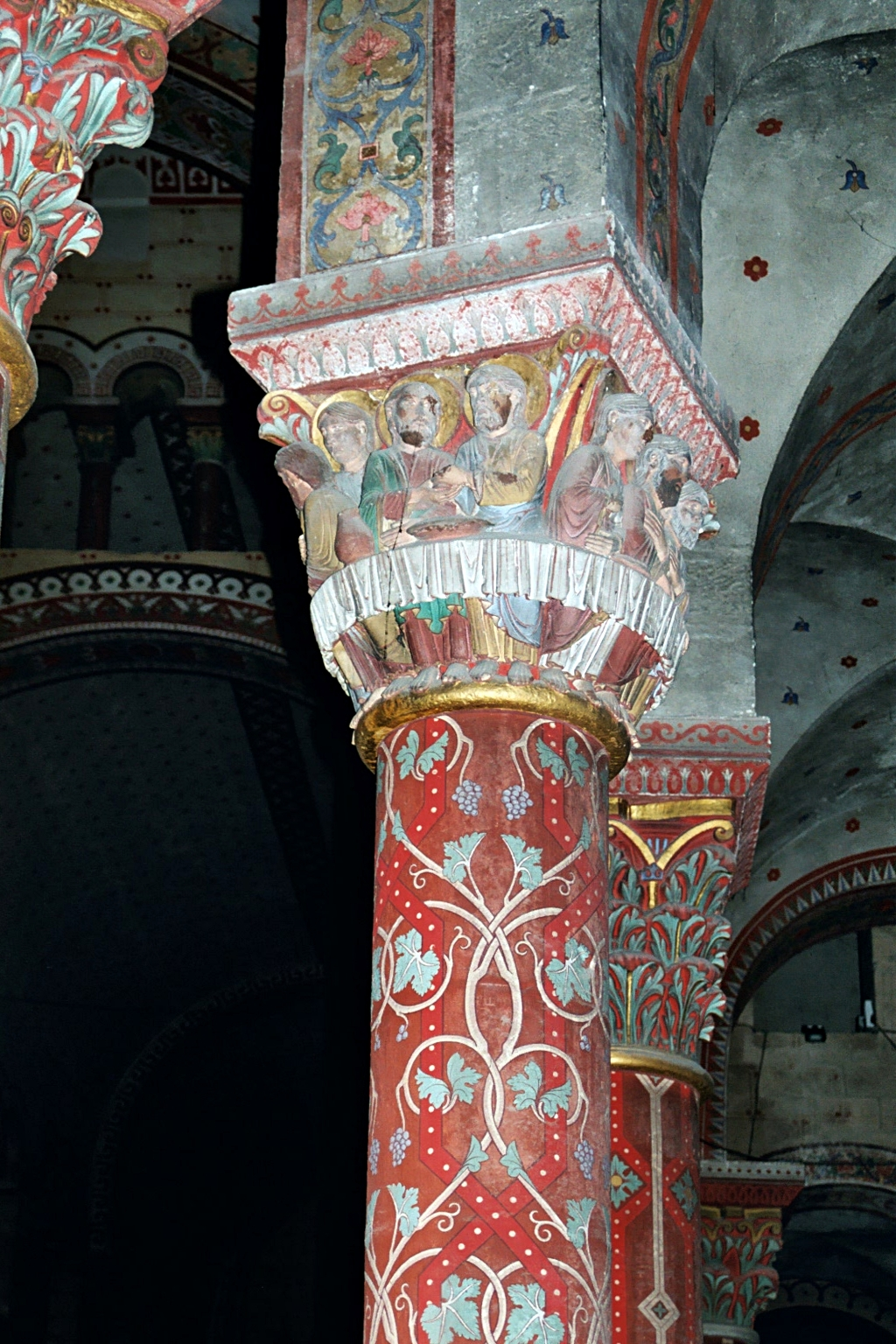
Le chapiteau de la dernière Cène d'Issoire.
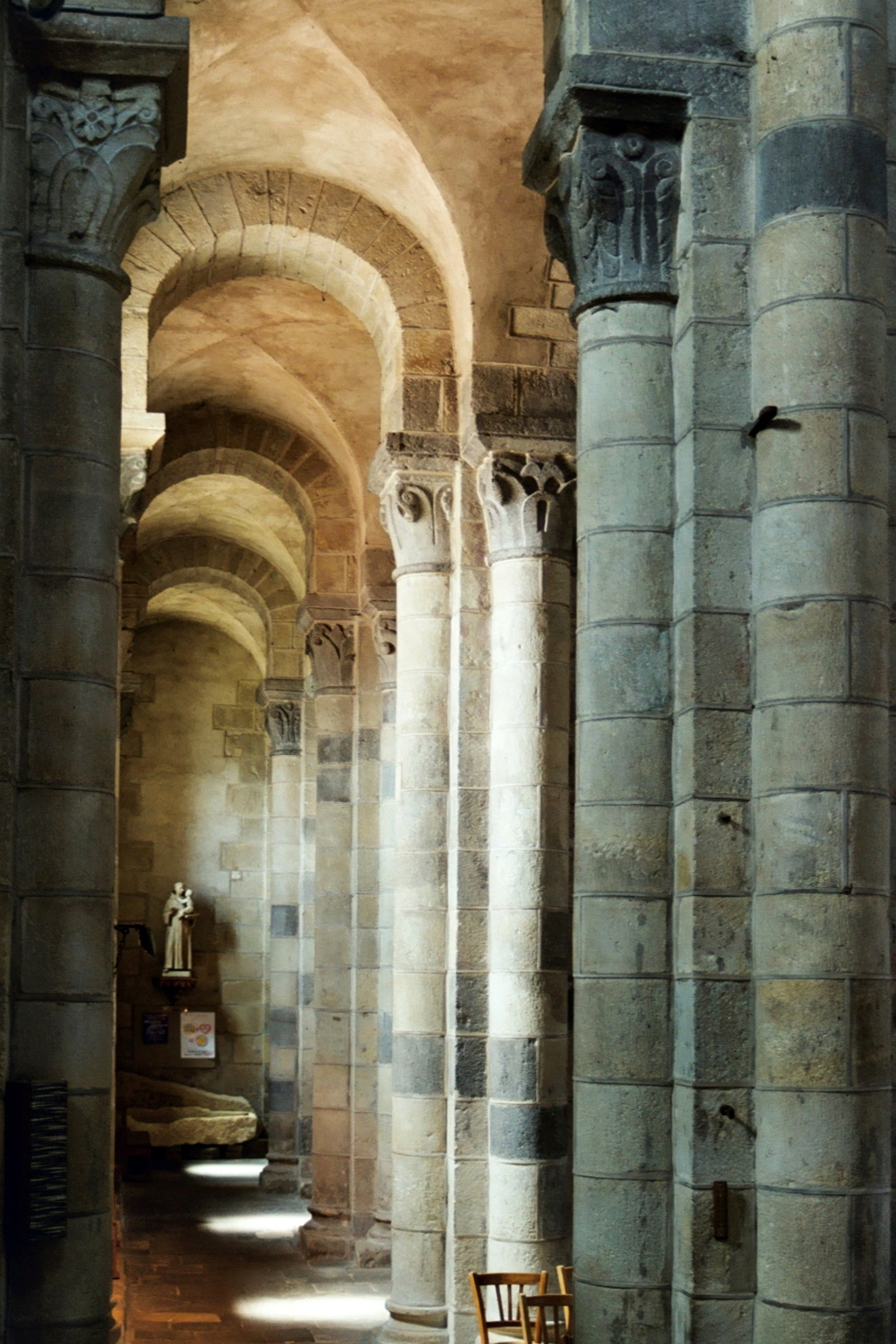
Collatéral de Saint-Saturnin.

## Art roman influencé par l'architecture hispano-mauresque

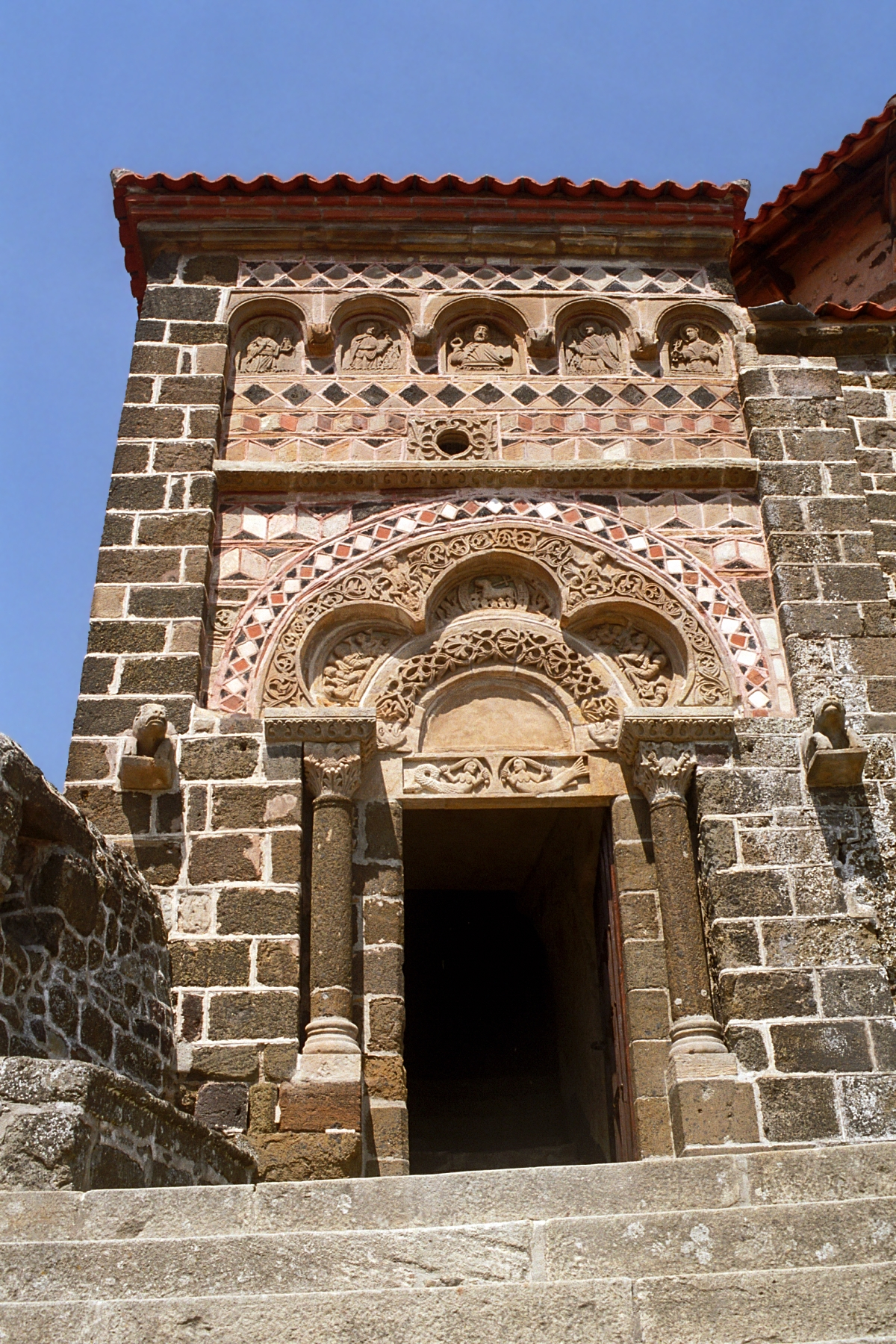
Portail trilobé de l'église Saint-Michel d'Aiguilhe.

L'arc polylobé, caractéristique de l'architecture omeyyade du califat de Cordoue, se répandit peut-être dans l'architecture romane  par le biais de l'influence des pèlerins le long des grandes routes françaises du Pèlerinage de Saint-Jacques-de-Compostelle.
Ce type d'arc se répandit en Velay et en Auvergne par le biais de la Via Podiensis.
On trouve ainsi des arcs trilobés ou polylobés sur le portail, les fenêtres ou les façades des édifices suivants :
- Cathédrale Notre-Dame du Puy-en-Velay (petits arcs trilobés sur la façade occidentale et sur le clocher)
- Église Saint-Michel d'Aiguilhe (portail trilobé)
- Chapelle Saint-Clair d'Aiguilhe (arcs trilobés sur les pans de façade de la chapelle hexagonale)
- Prieuré de Chanteuges (fenêtres trilobées)
- Église Saint-Ménélé de Menat
- Église de Saint-Hilaire-la-Croix
- Église Saint-Médulphe de Saint-Myon

L'arc polylobé engendra une variante appelée « arc à voussure polylobée », où les lobes ornent non pas l'intrados mais la voussure de l'arc. On retrouve l'arc à voussure polylobée sur les édifices suivants :
- Église Sainte-Foy de Bains
- Église Saint-Blaise de Dore-l'Église

On notera également l'usage abondant de claveaux polychromes auxquels certains[Qui ?] prêtent une origine hispano-mauresque : on en trouve par exemple à la cathédrale du Puy-en-Velay, à la chapelle Saint-Clair d'Aiguilhe…
Enfin, certains auteurs[Qui ?] ont évoqué une influence de l'art arménien, à une époque où les croisades (lancées pour la première depuis Clermont-Ferrand en 1066) permettent la fondation de royaumes croisés au Moyen Orient, notamment le comté d'Édesse, fortement peuplé d'Arméniens, et le royaume de « Petite Arménie » en Cilicie. Ce serait ainsi lors des croisades que la noblesse locale aurait ramené des artisans dotés d'un savoir-faire en grandes églises à voûte romane, telles que les Arméniens en construisaient.

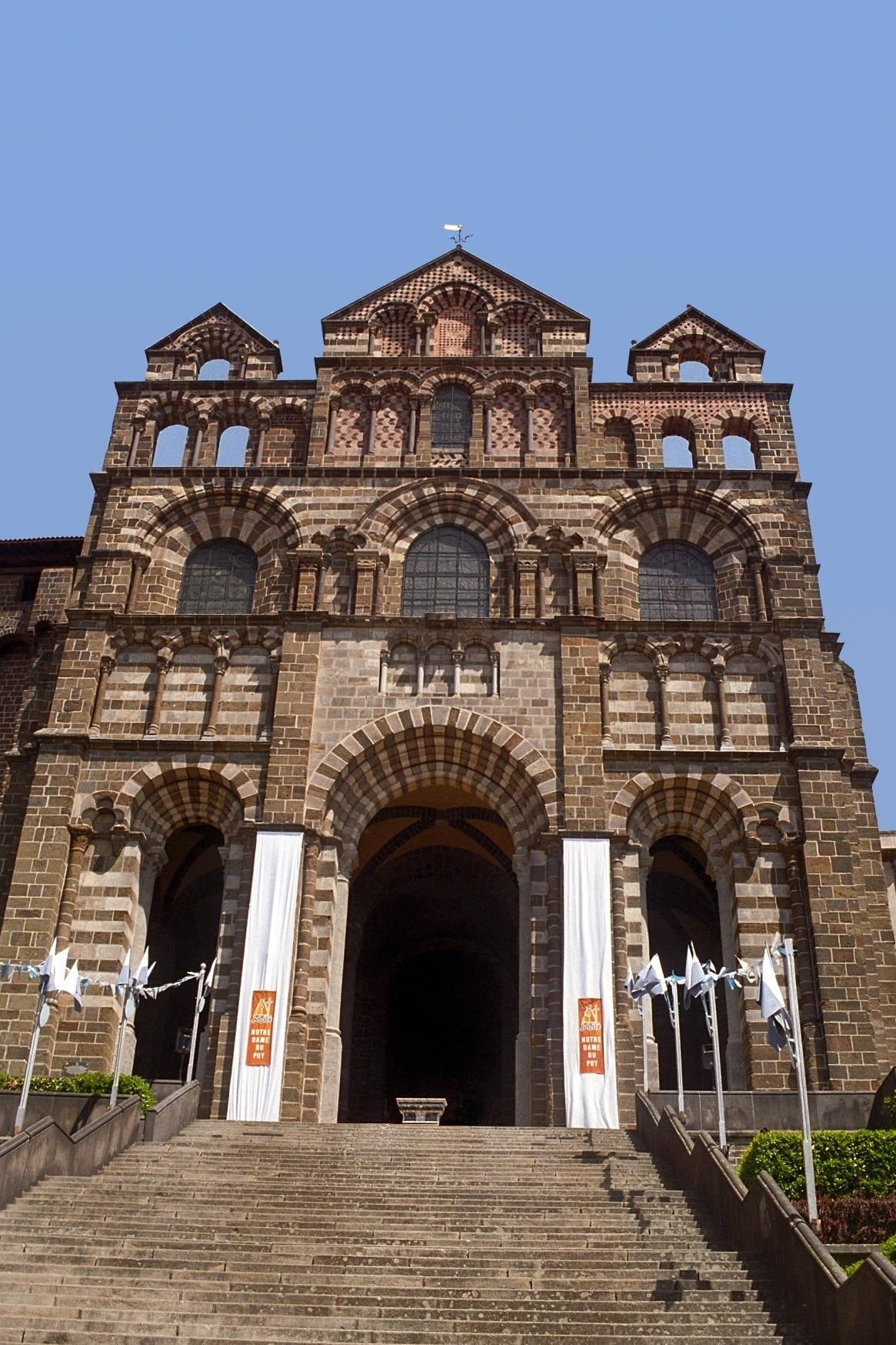
Cathédrale Notre-Dame du Puy-en-Velay.
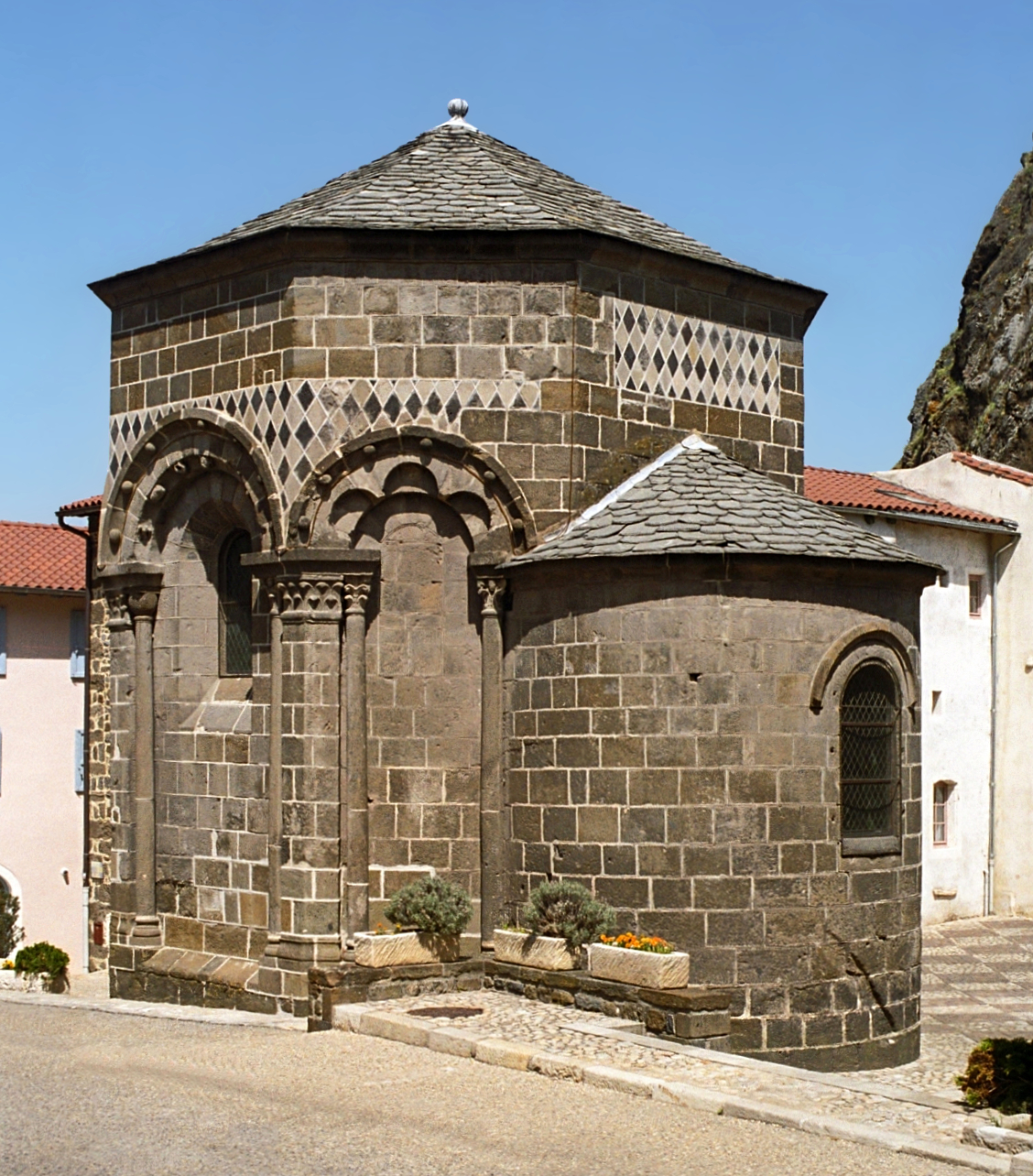
Arcs trilobés sur les façades de la chapelle Saint-Clair d'Aiguilhe.
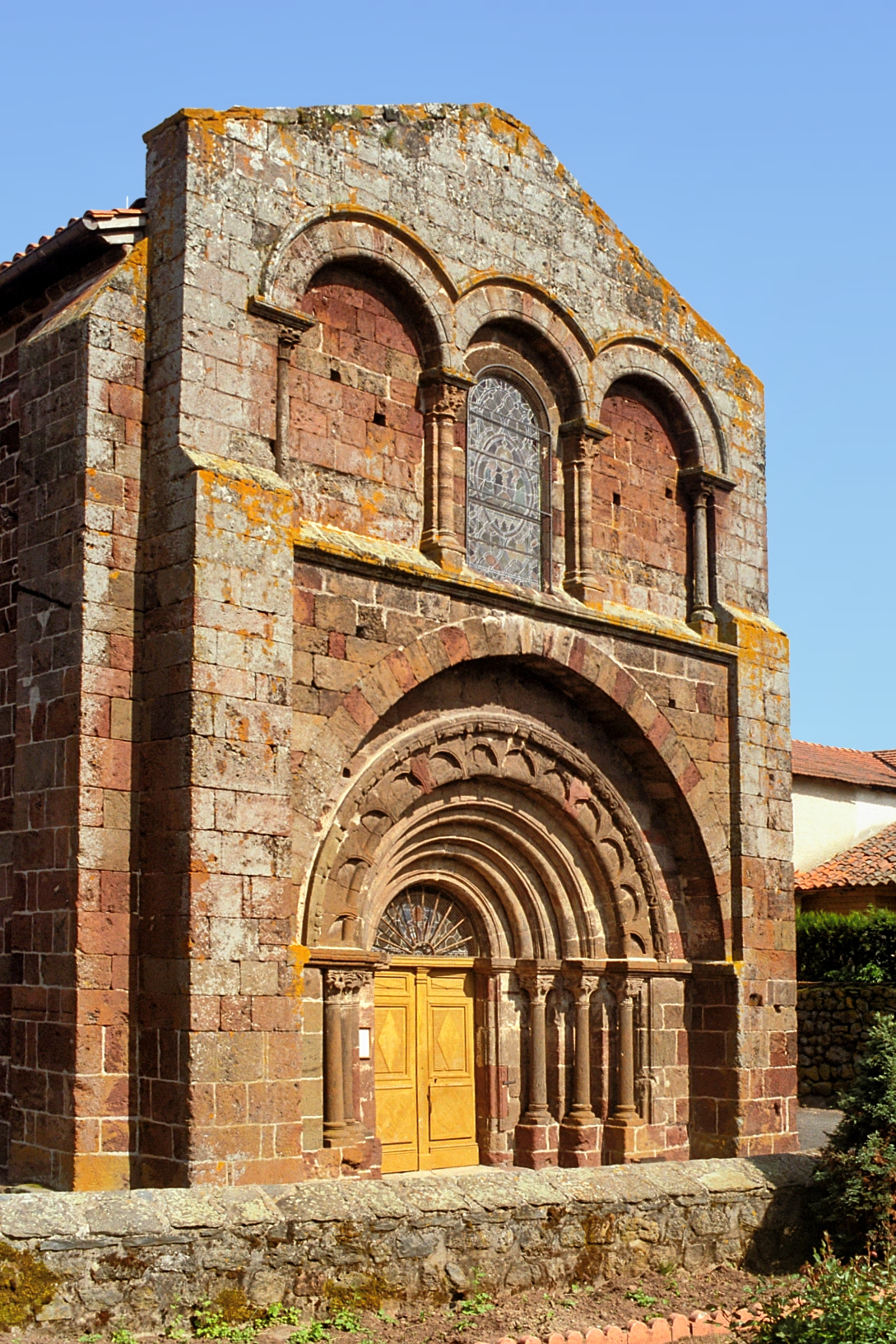
Portail à voussure polylobée de l'église Sainte-Foy de Bains.
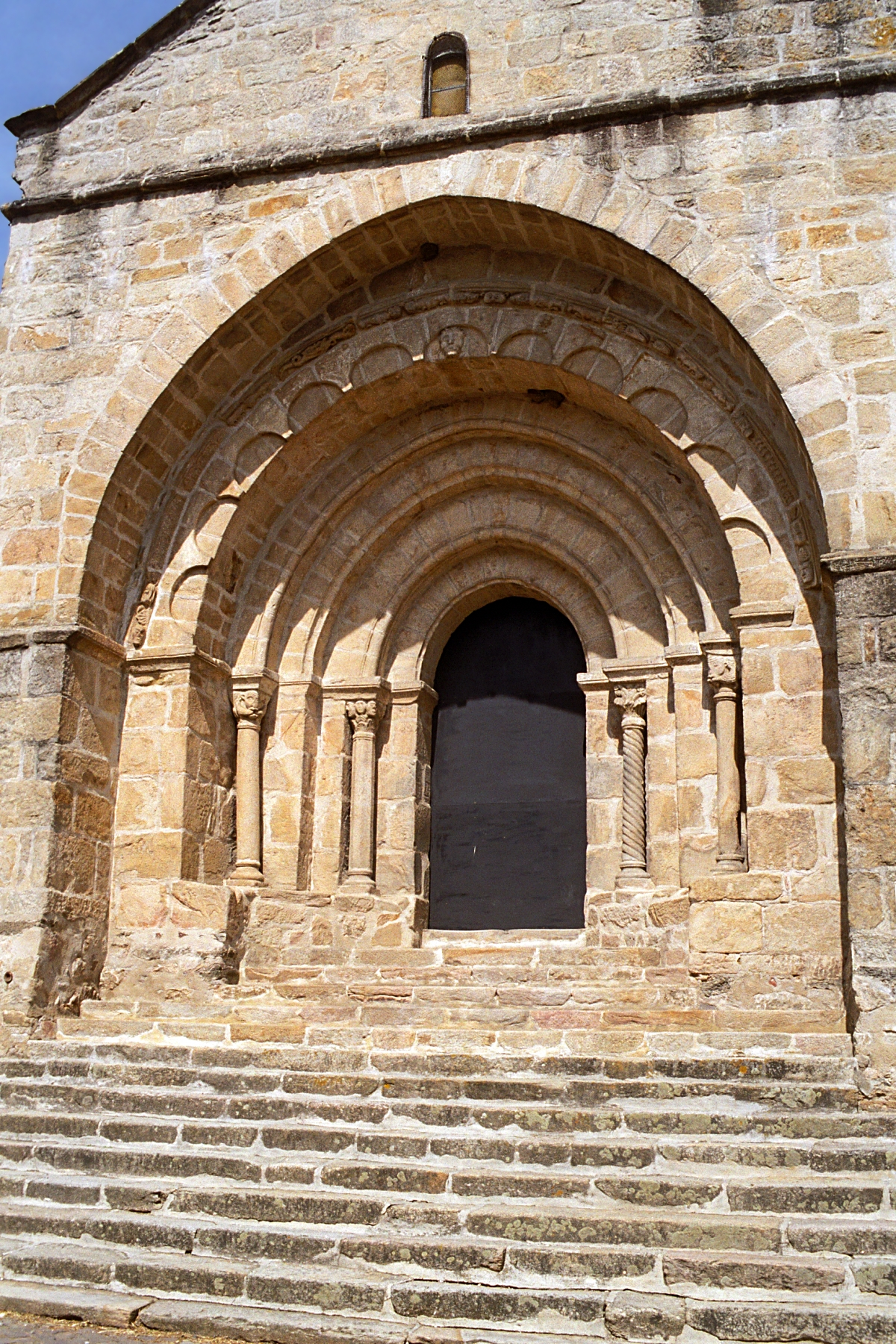
Portail à voussure polylobée de l'église Saint-Blaise de Dore-l'Église.

## Autres édifices remarquables
Outre les églises mentionnées plus haut, l'Auvergne compte plusieurs édifices romans de première importance :

### Basilique Saint-Julien de Brioude
La basilique de Brioude est un mélange issu des « modèles » de Clermont et du Puy. La basilique Saint-Julien de Brioude présente un chevet composé d'un chœur orné d'une mosaïque de rosaces en pierres polychromes ainsi que d'un déambulatoire à chapelles rayonnantes.
Mais la comparaison avec les églises dites « majeures » de Basse-Auvergne s'arrête là car la basilique Saint-Julien ne possède pas le « massif barlong », ce massif allongé transversalement qui surmonte la croisée du transept et possède deux toits en appentis qui encadrent la naissance du clocher, massif responsable de la silhouette caractéristique de ces églises majeures.
Par ailleurs, elle présente au niveau des fenêtres des ornementations qui ne se présentent jamais sur les églises majeures : les fenêtres du déambulatoire et de ses chapelles rayonnantes sont encadrées de colonnettes à chapiteaux alors que celles du chœur sont encadrées de baies aveugles, formant ainsi des triplets.

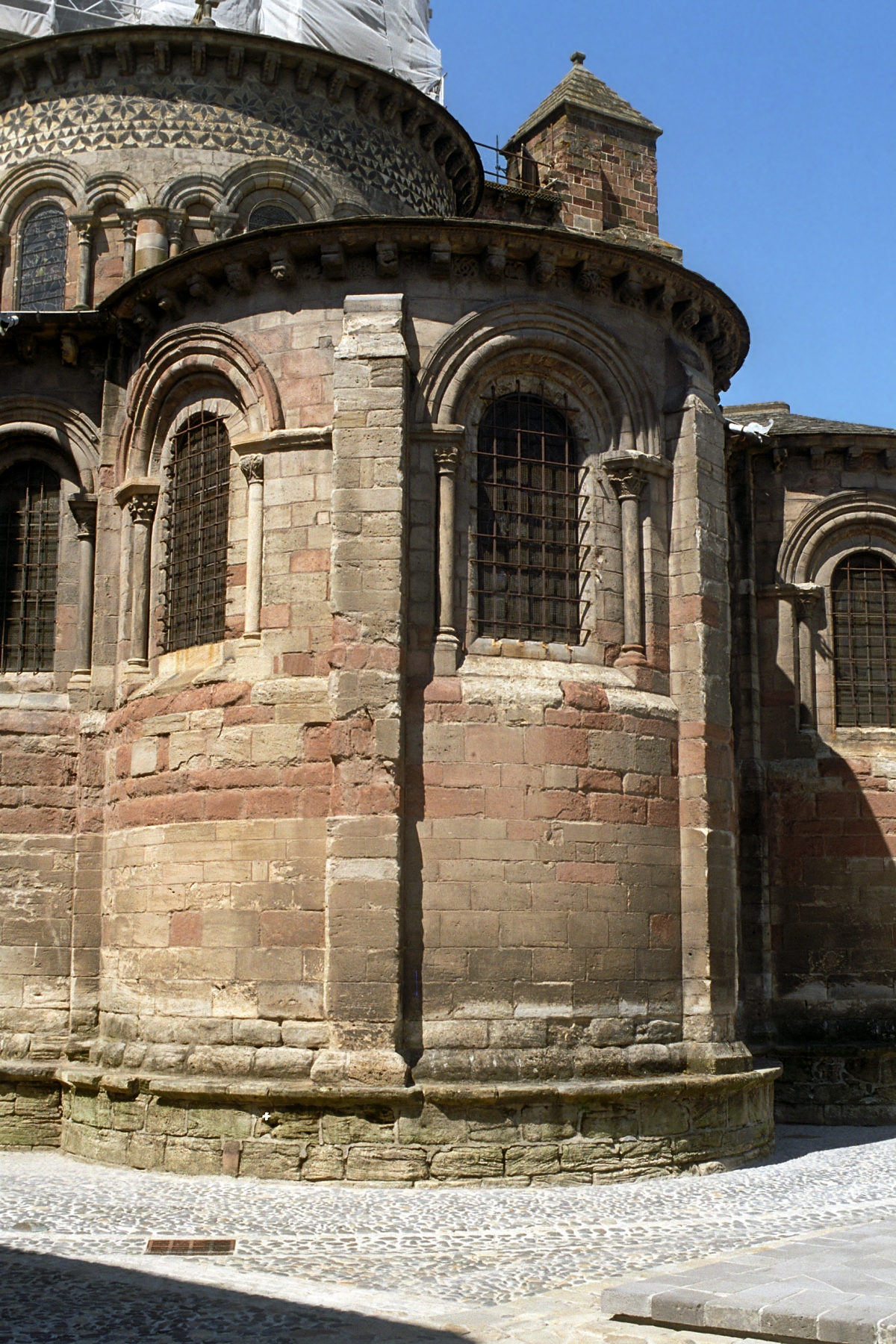
Le chevet.
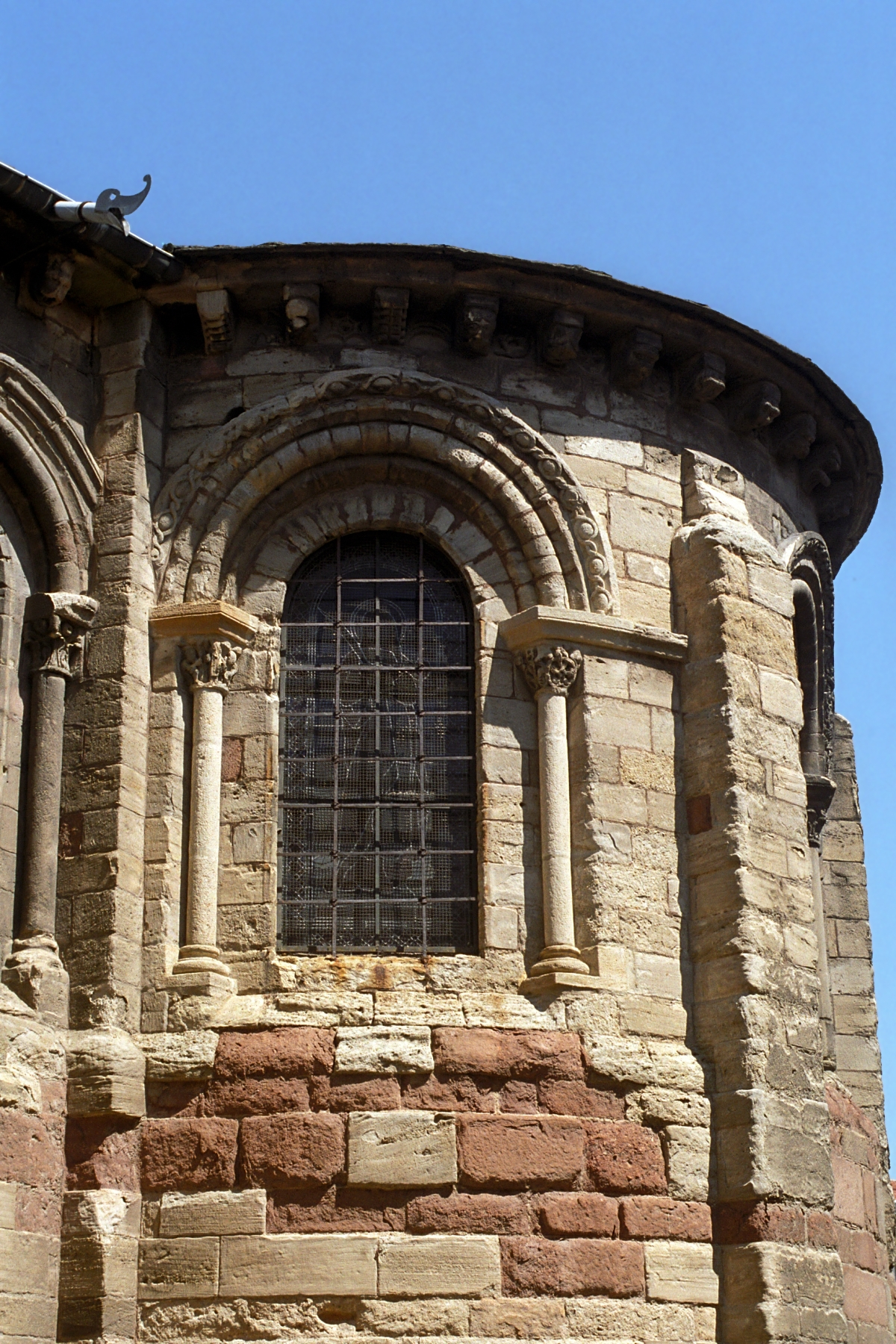
Chapelle rayonnante.
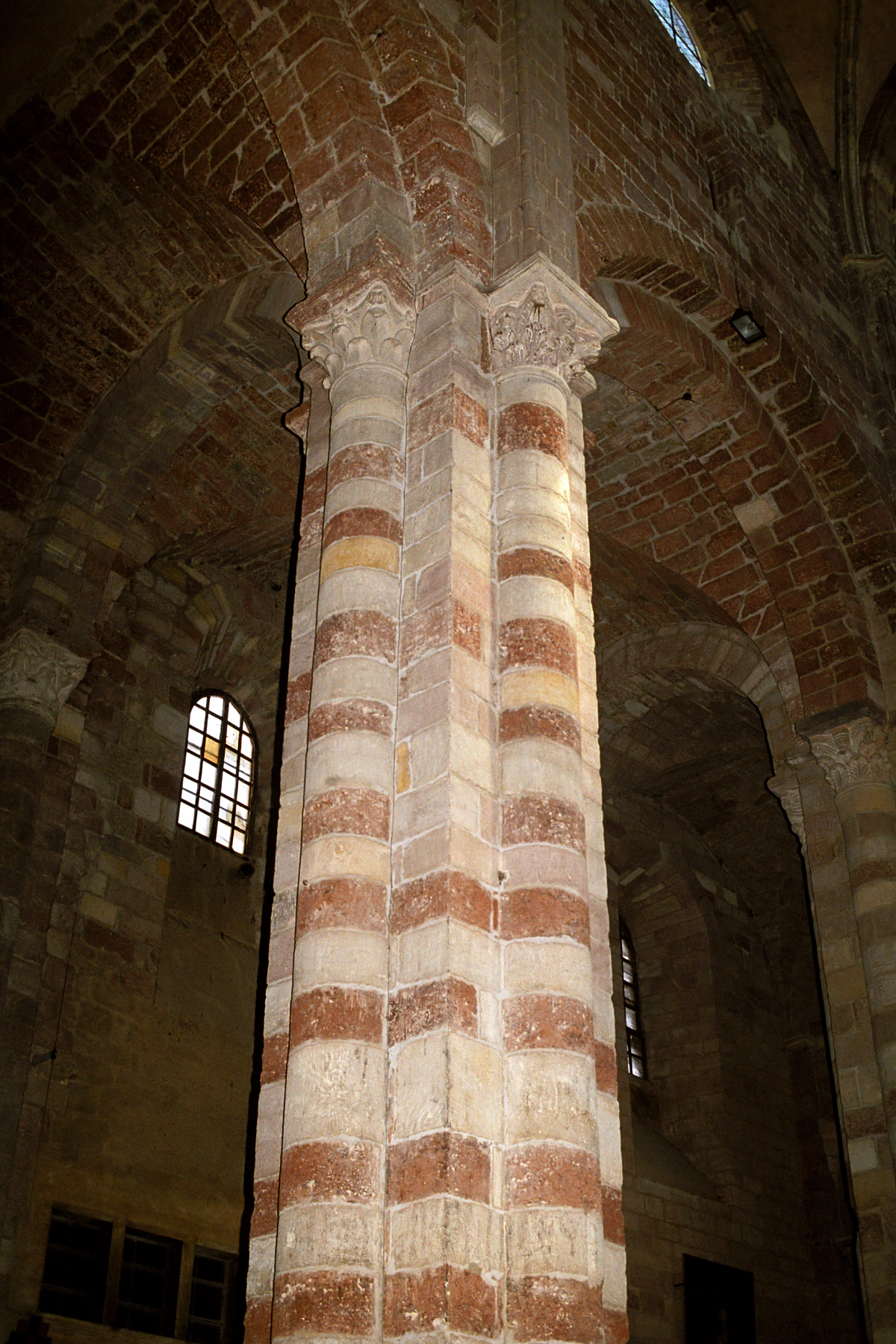
Pile de la nef.
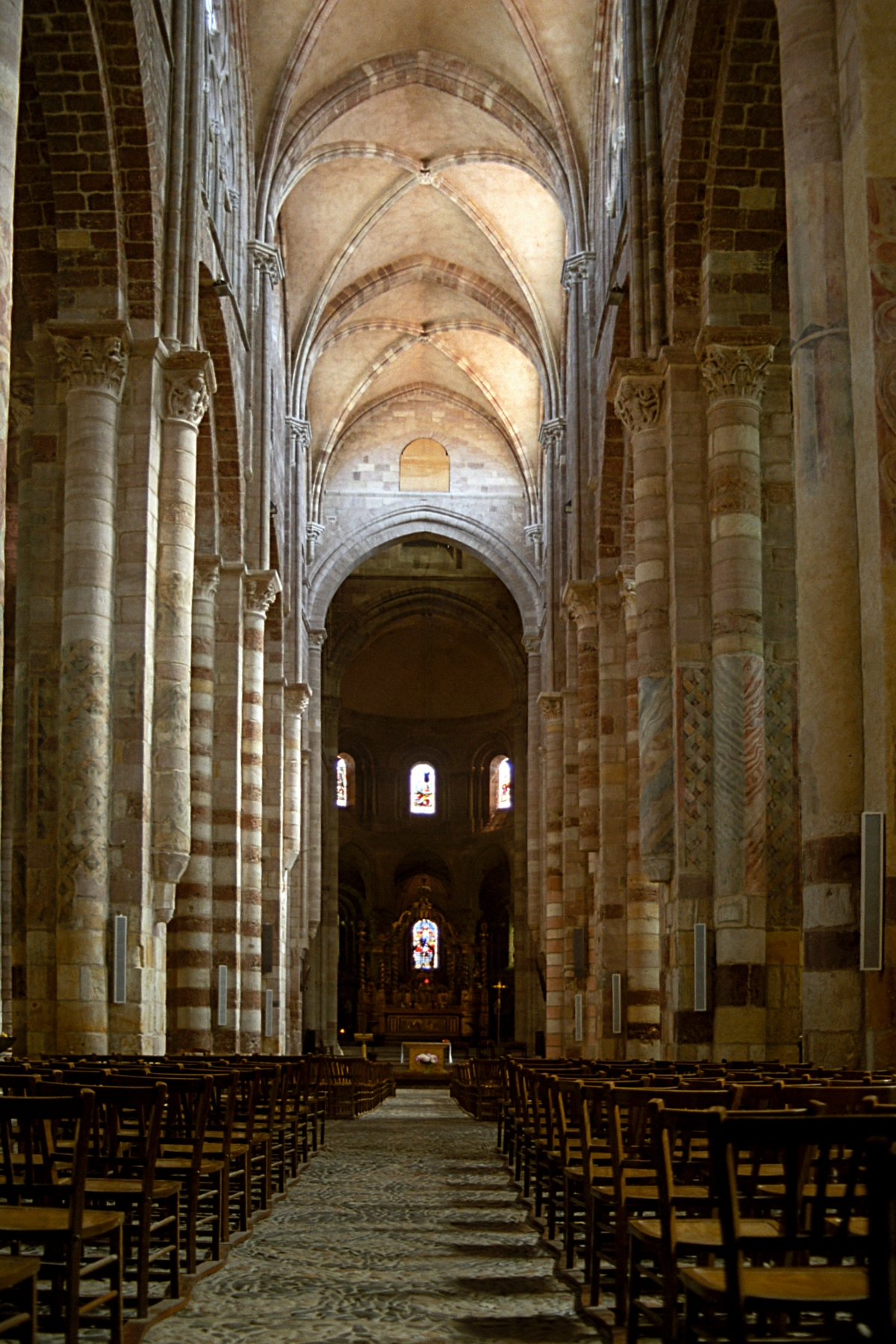
La nef.
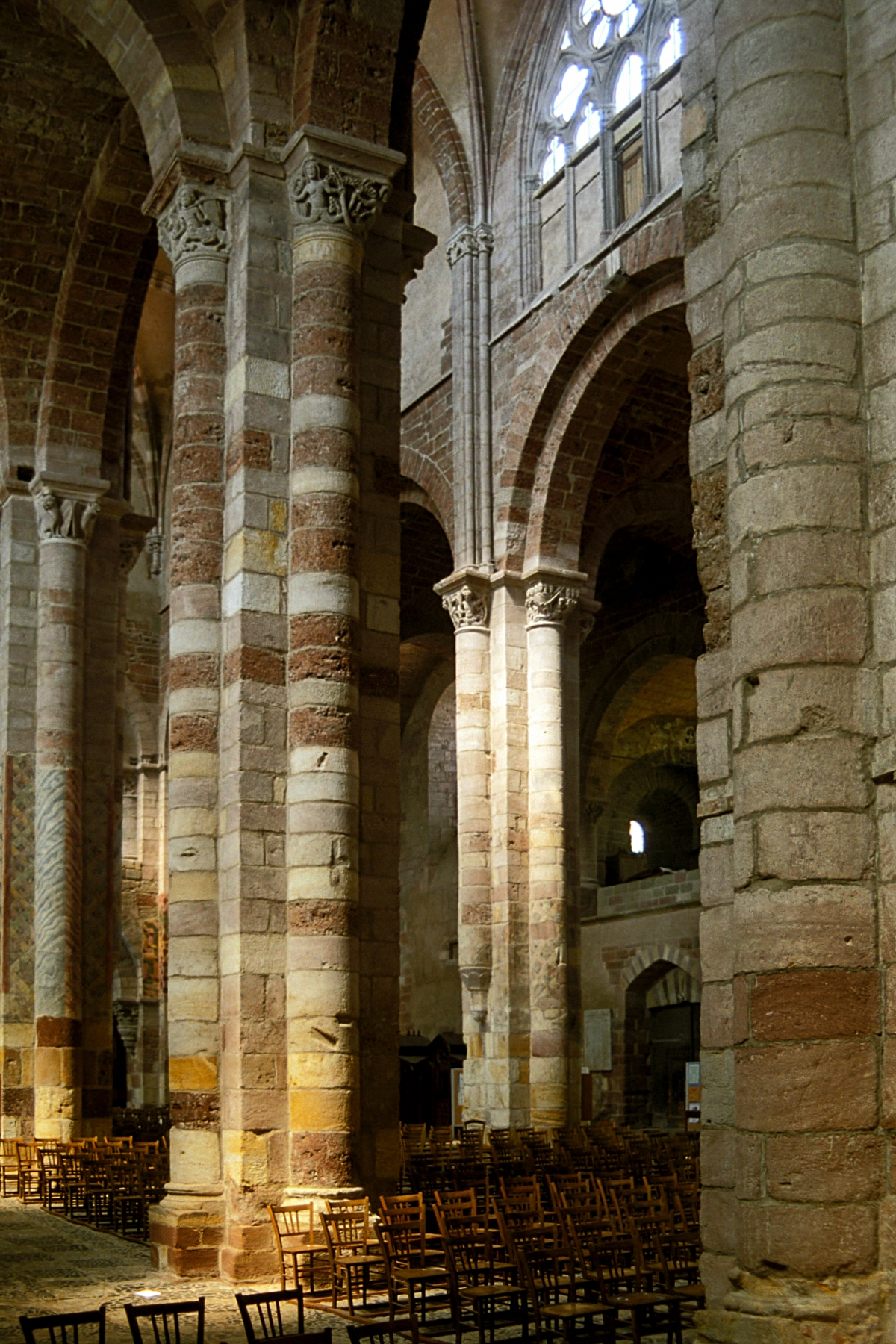
Piles de la nef et collatéral.

### Basilique Notre-Dame-des-Miracles de Mauriac
La basilique Notre-Dame-des-Miracles de Mauriac est la plus grande église romane du Cantal depuis la destruction de l'abbaye Saint-Géraud d'Aurillac.
Le massif barlong, le chevet à déambulatoire, les chapelles rayonnantes et les mosaïques de pierres polychromes sont ici absents.
La basilique possède un chevet trichore classique, composé d'une abside centrale et de deux absidioles prenant appui sur les croisillons du transept.

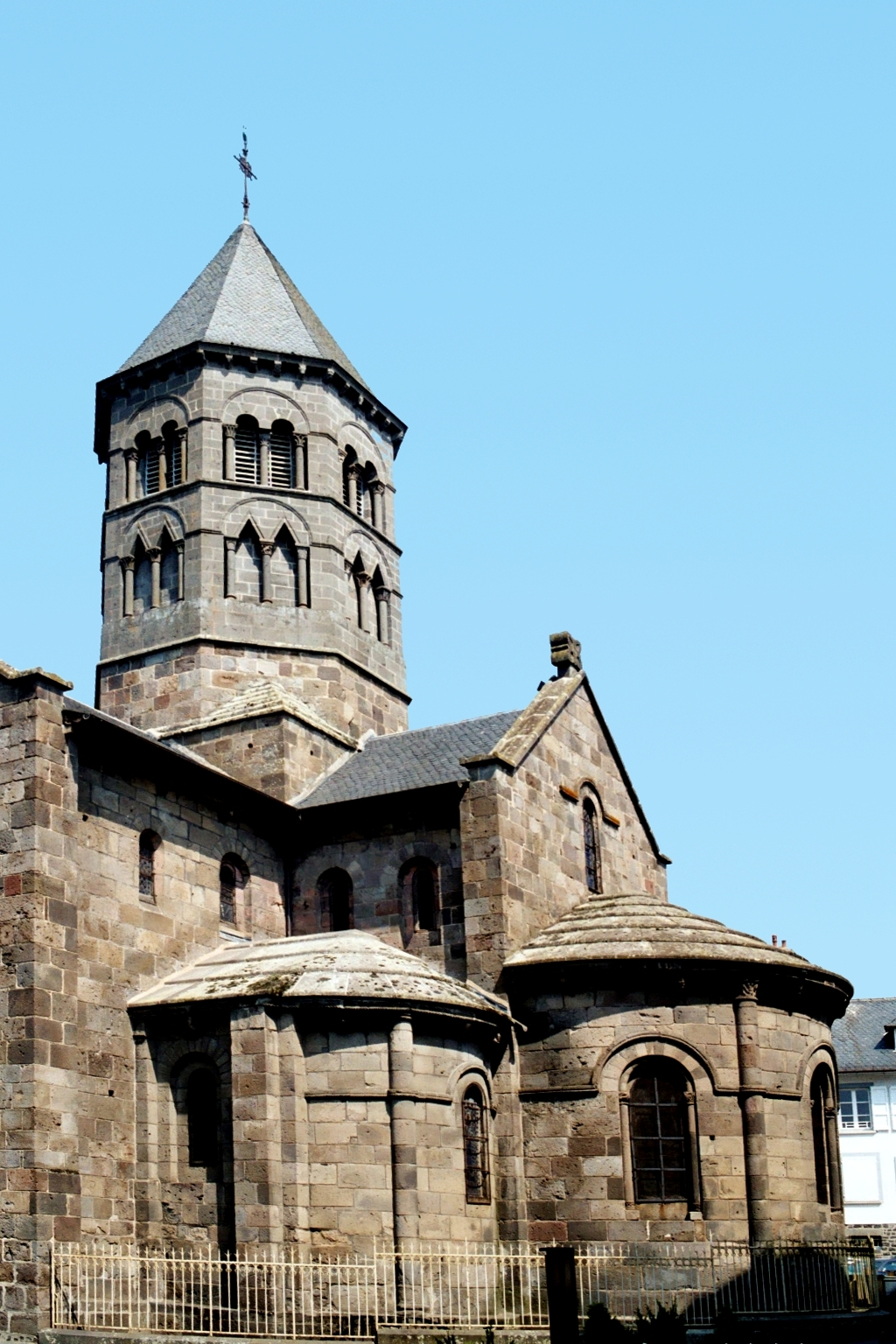
Chevet trichore et clocher octogonal.
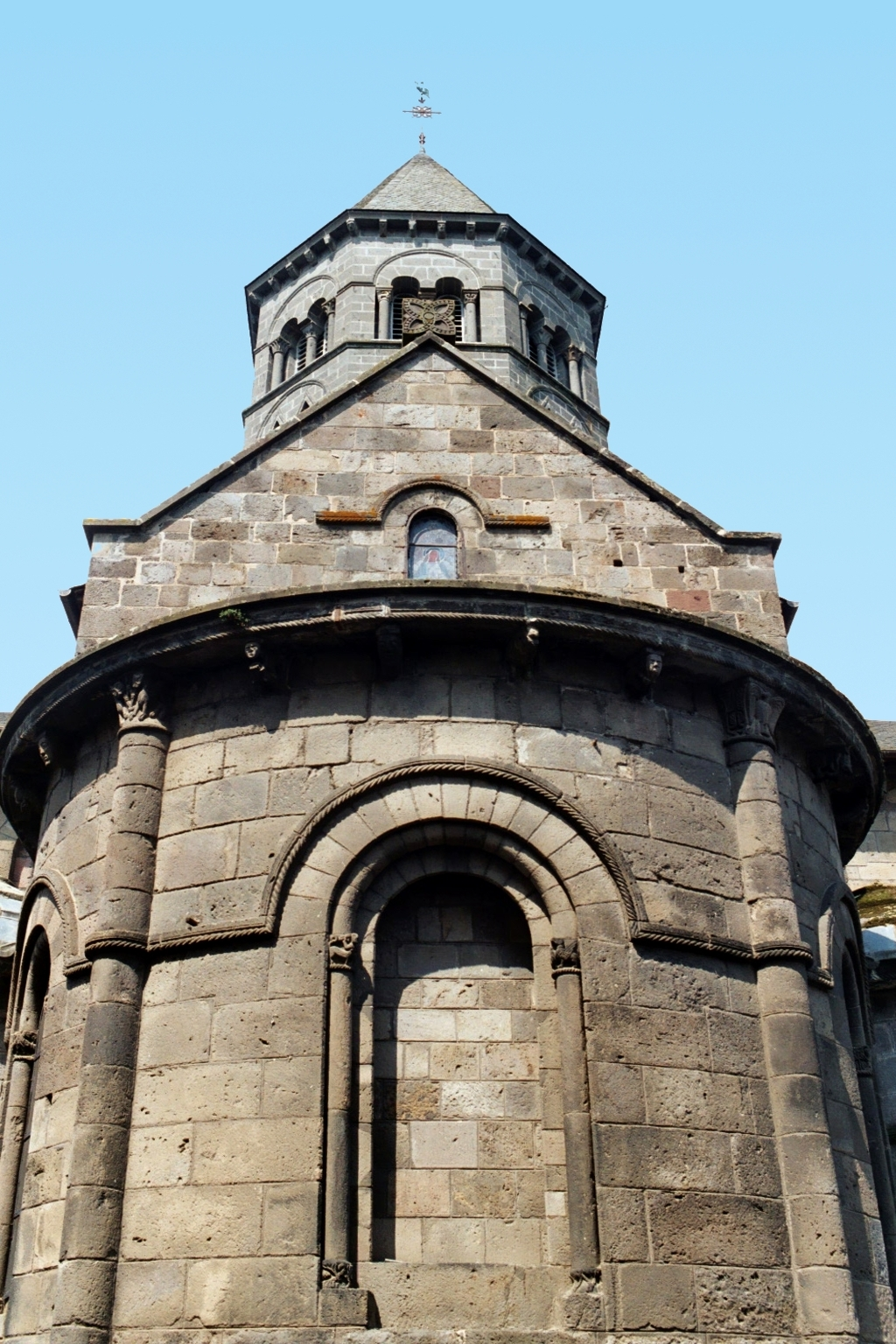
Perspective du chevet.

## Vierges romanes auvergnates

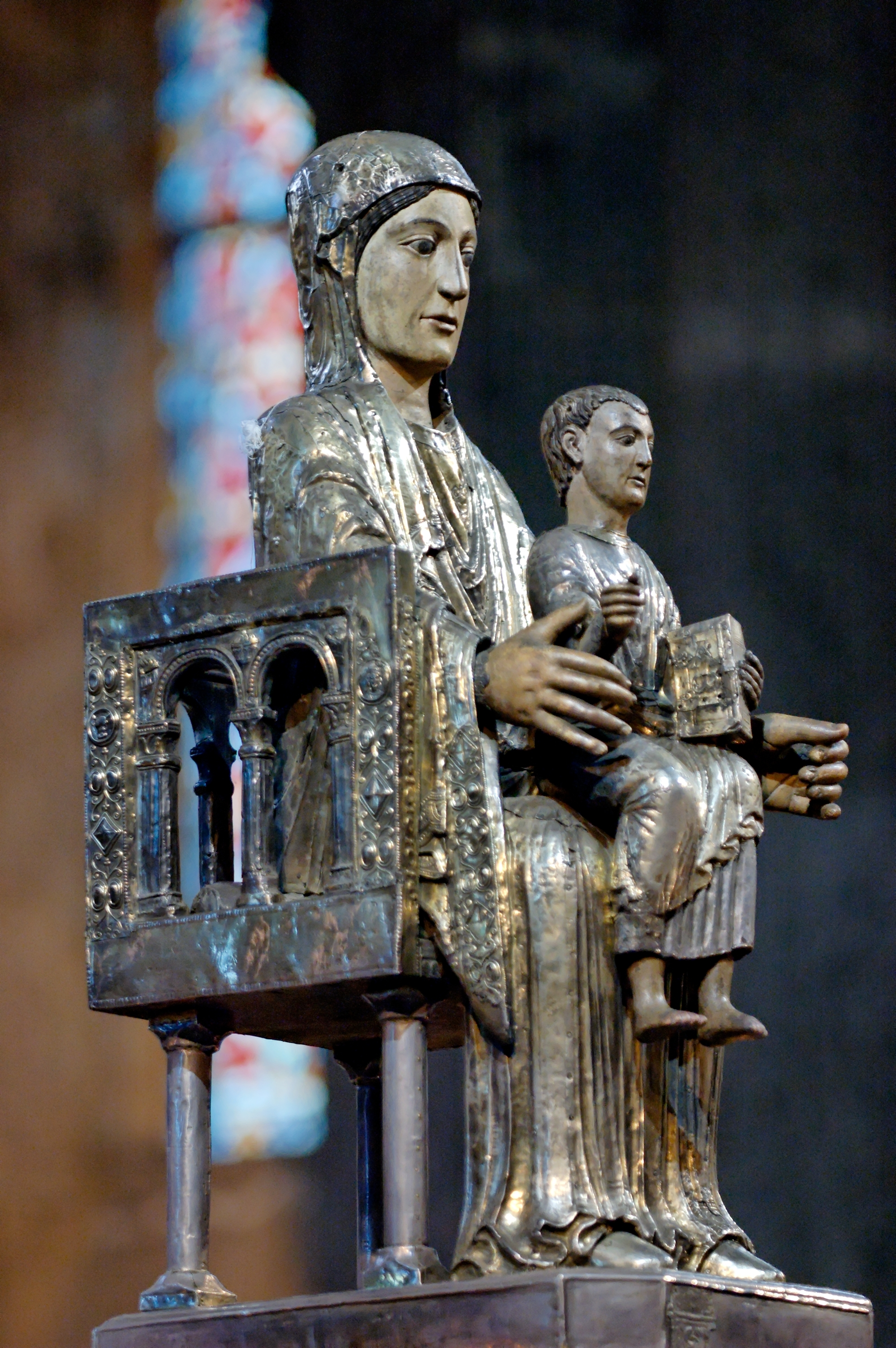
La Vierge d'Orcival

L'Auvergne recèle la majorité des vierges romanes de France.
Ces Vierges sont généralement réalisées en bois polychrome mais parfois en plomb polychrome :
| | |
| - Vierge de Chalus - Notre-Dame de Chassignolles - Vierge de Chauriat - Vierge de Châteauneuf-les-Bains - Vierge de La Chomette - Notre-Dame de Colamine-sous-Vodable - Notre-Dame d'Entremont (Brioude) - Vierge d'Heume l'Église - Vierge de Marsat - Vierge de Monistrol-d'Allier - Vierge de Moussages | - Vierge d'Orcival - Vierge noire du Puy - Notre-Dame de Roche-Charles - Vierge de Sainte-Marie-des-Chazes - Vierge de Saint-Gervazy - Vierge de Saugues - Vierge de Taxat - Vierge d'Usson, conservée au musée d'Art Roger-Quilliot de Clermont-Ferrand - Vierge de Vauclair - Vierge de Vernols, conservée au musée d'Art Roger-Quilliot de Clermont-Ferrand - Vierge de Vergheas |

## Quelques édifices romans d'Auvergne

### Artense
| | | |

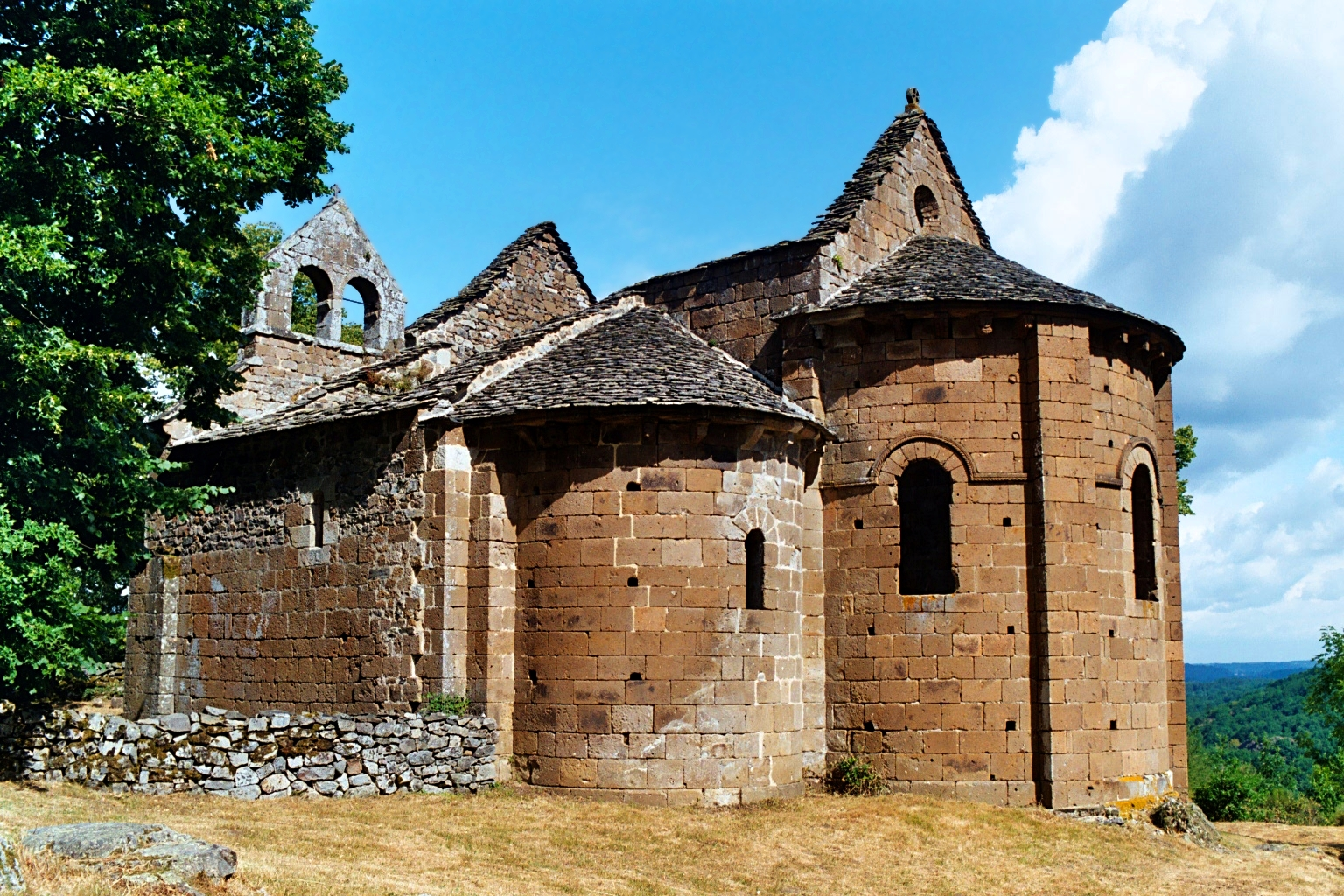
N.D. du Roc-Vignonnet.

| - Chapelle Notre-Dame du Roc-Vignonnet (Antignac) - Église Notre-Dame de Champagnac - Église St-Victor de Chastel-Marlhac - Église Notre-Dame de Labessette | - Église Saint-Jacques-le-Majeur de Lanobre - Église Sainte-Croix de Saignes - Chapelle Notre-Dame-du-Château de Saignes - Église Saint-Ferréol de Salsignac | - Église Saint-Martin de Sauvat - Église Notre-Dame de Tauves - Église Saint-Maurice-et-Saint-Louis de Vebret - Église Saint-Georges d'Ydes-Bourg |

### Brivadois
| | | |

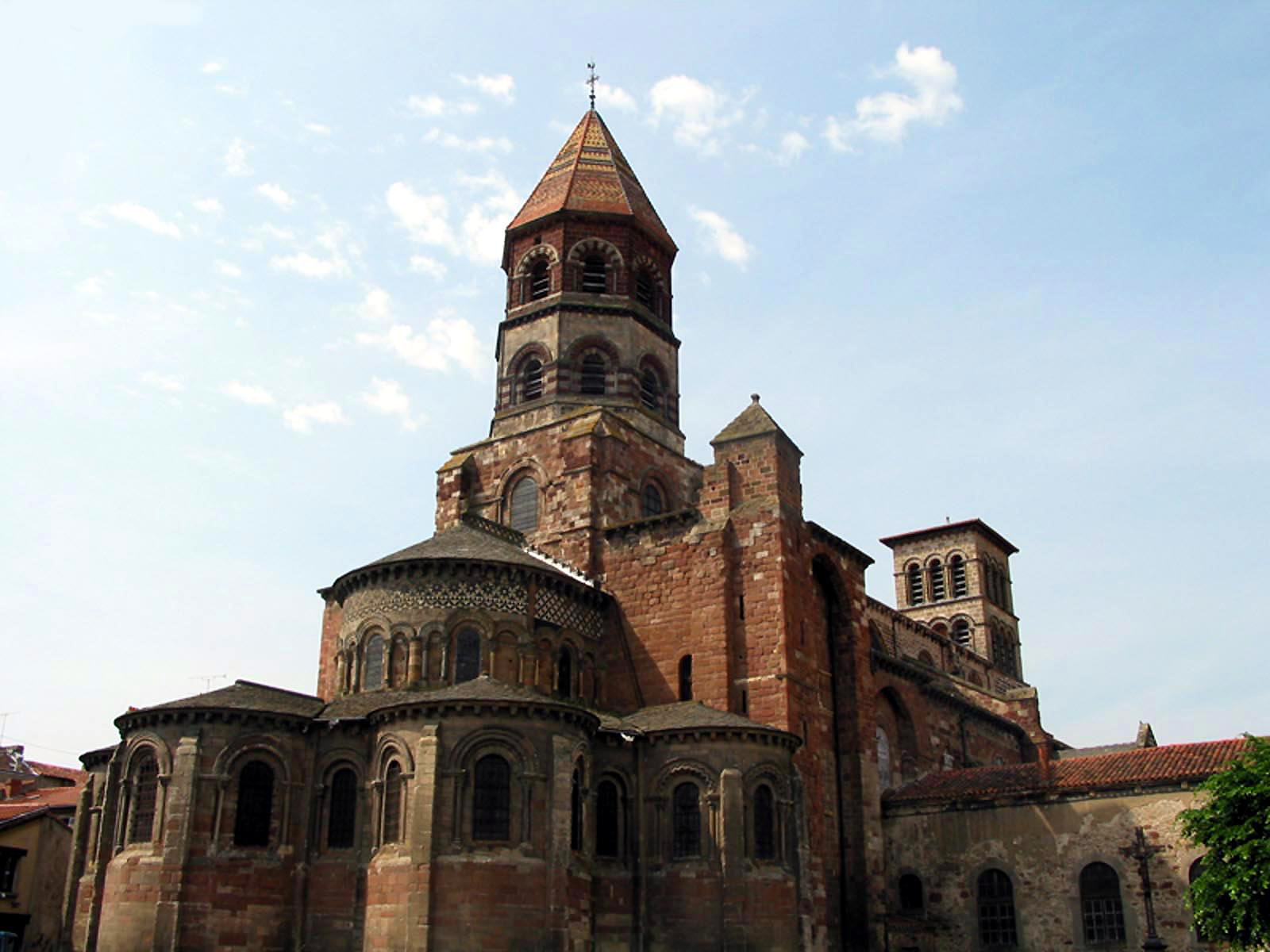
Basilique St-Julien.

| - Église Saint-Pierre d'Arlet - Chapelle de Peyrusse à Aubazat - Collégiale Saint-Laurent d'Auzon - Église Saint-Jean-Baptiste d'Azérat - Basilique Saint-Julien de Brioude | - Prieuré de Chanteuges - Église N.-D.-de-l'Assomption de Chassignoles - Chapelle Sainte-Marie-des-Chazes - Église Sainte-Madeleine de Saint-Ilpize | - Abbaye Saint-André de Lavaudieu - Église Saint-Pierre de Mazerat-Aurouze - Abbaye Notre-Dame de Pébrac - Église Saint-Pierre de Prades |

### Cézallier et Pays coupé alagnonais
| | | |

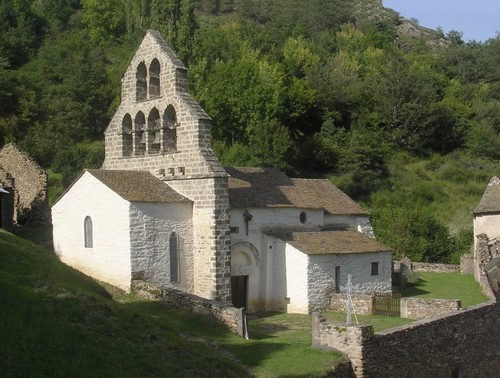
St-Saturnin de Leyvaux.

| - Église Saint-Jean-Baptiste d'Allanche - Église Saint-Nicolas d'Auriac-l'Église - Église Saint-Pierre de Blesle - Chapelle Sainte-Madeleine de Chalet - Église Saint-Cirgues de Dienne | - Église Saint-Austremoine d'Égliseneuve-d'Entraigues - Église Saint-Blaise de La Godivelle - Église St-Blaise ou St-Saturnin de Leyvaux - Église Saint-Roch de Roche-Charles - Église Saint-Alyre de Saint-Alyre-ès-Montagne | - Église Saint-Saturnin de Saint-Saturnin - Église Saint-Jean-Baptiste de Vernols - Chapelle de Vauclair |

### Châtaigneraie et Carladez
| | |  |

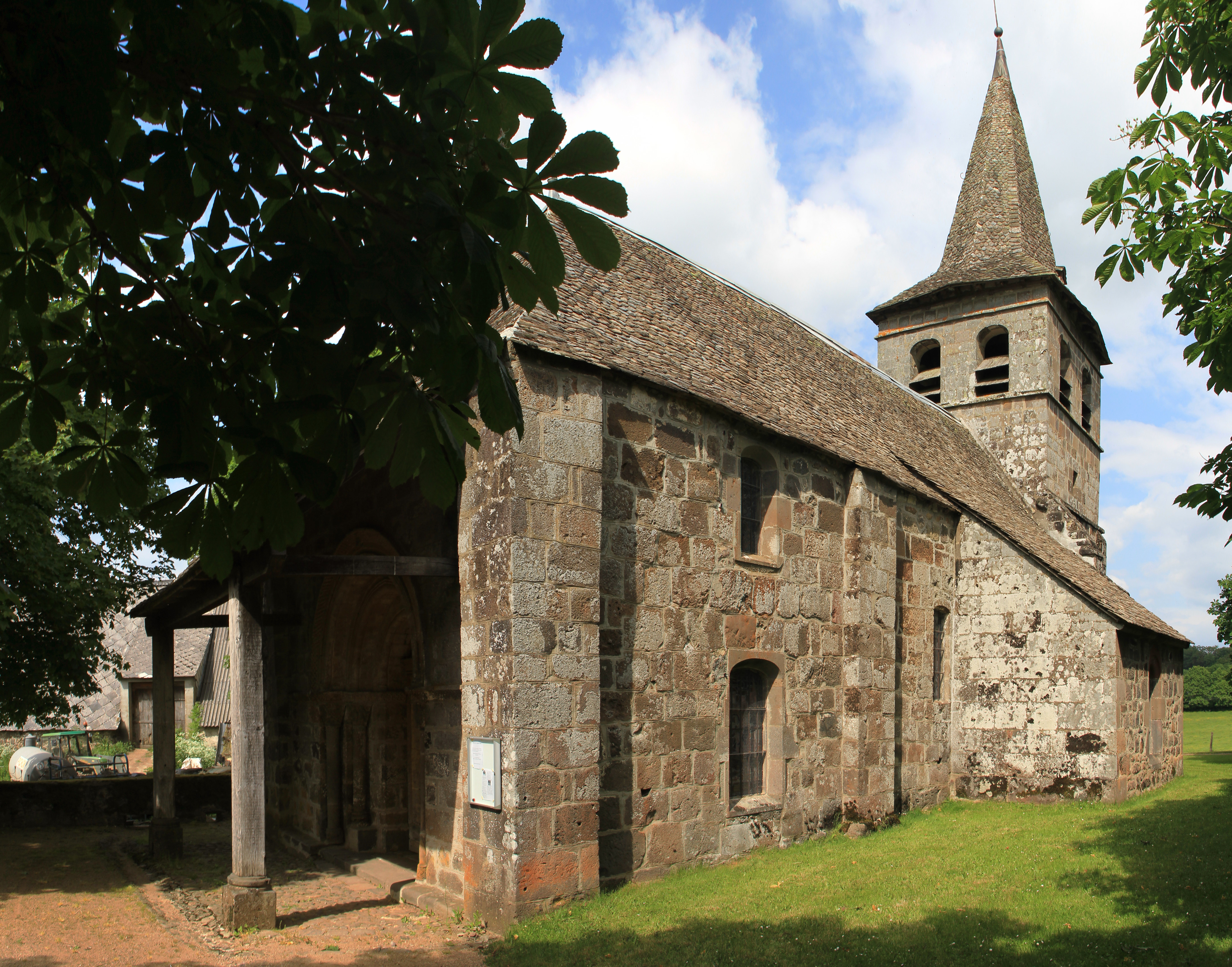
Saint-Martin-Cantalès.

| - Abbaye Saint-Géraud d'Aurillac - Ancienne abbaye Notre-Dame de l'Assomption de Montsalvy - Église Notre-Dame-de-l'Assomption de Jou-sous-Monjou | - Église Saint-Étienne de Saint-Étienne-de-Carlat - Église Saint-Martin de Saint-Martin-Cantalès - Église Saint-Sigismond de Saint-Simon (Cantal) |  |

### Combrailles

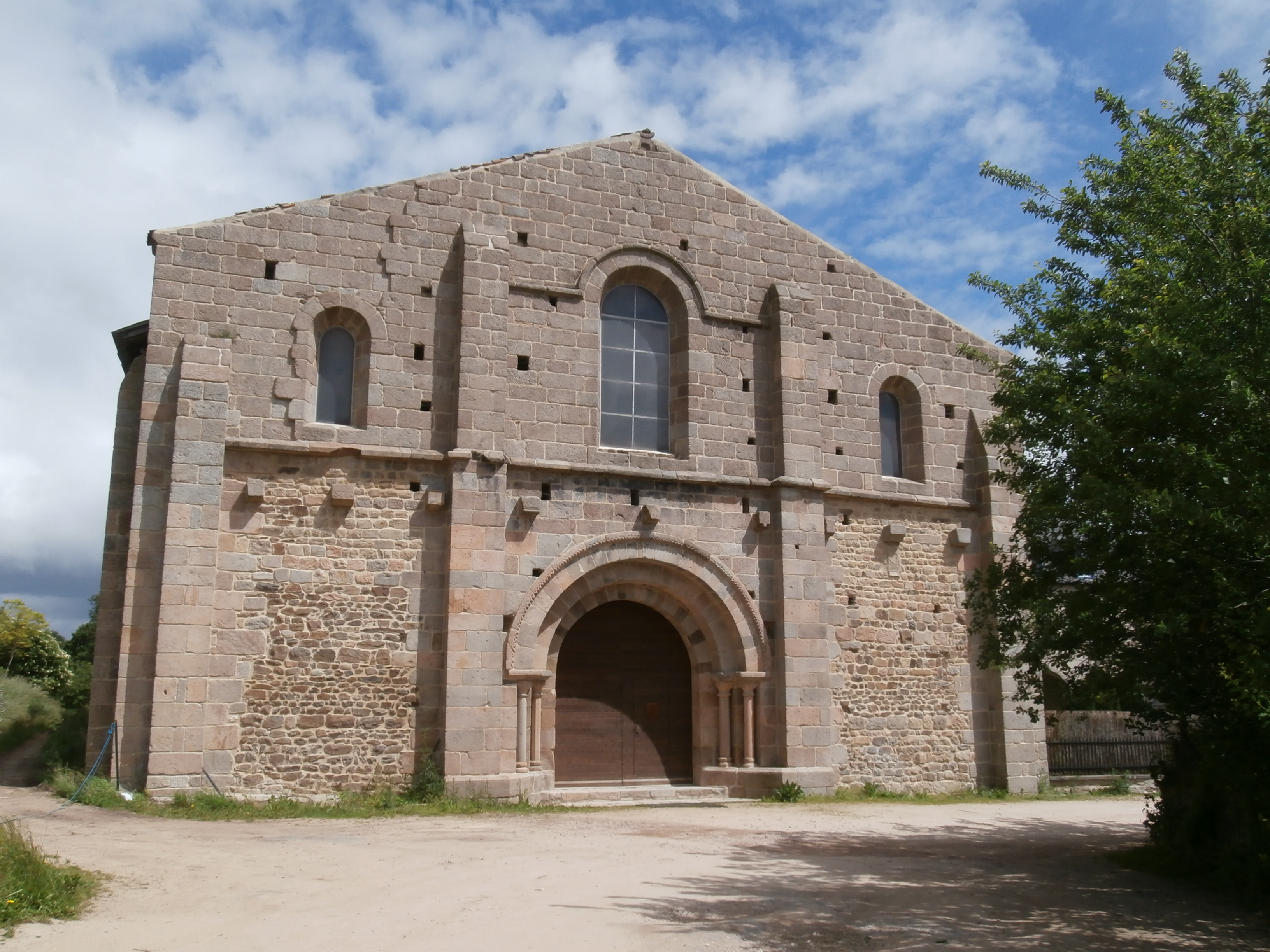
Notre-Dame de Bellaigue.

| |                                                |                                                                   |
| - Abbaye Notre-Dame de Bellaigue - Église Saint-Pierre de Biollet - Église Saint-Bonnet de Miremont | - Église Notre-Dame de Comps - Abbaye de Menat | - Église Saint-Léger de Montfermy - Église Notre-Dame de Vergheas |

### Grande Limagne
| | | |

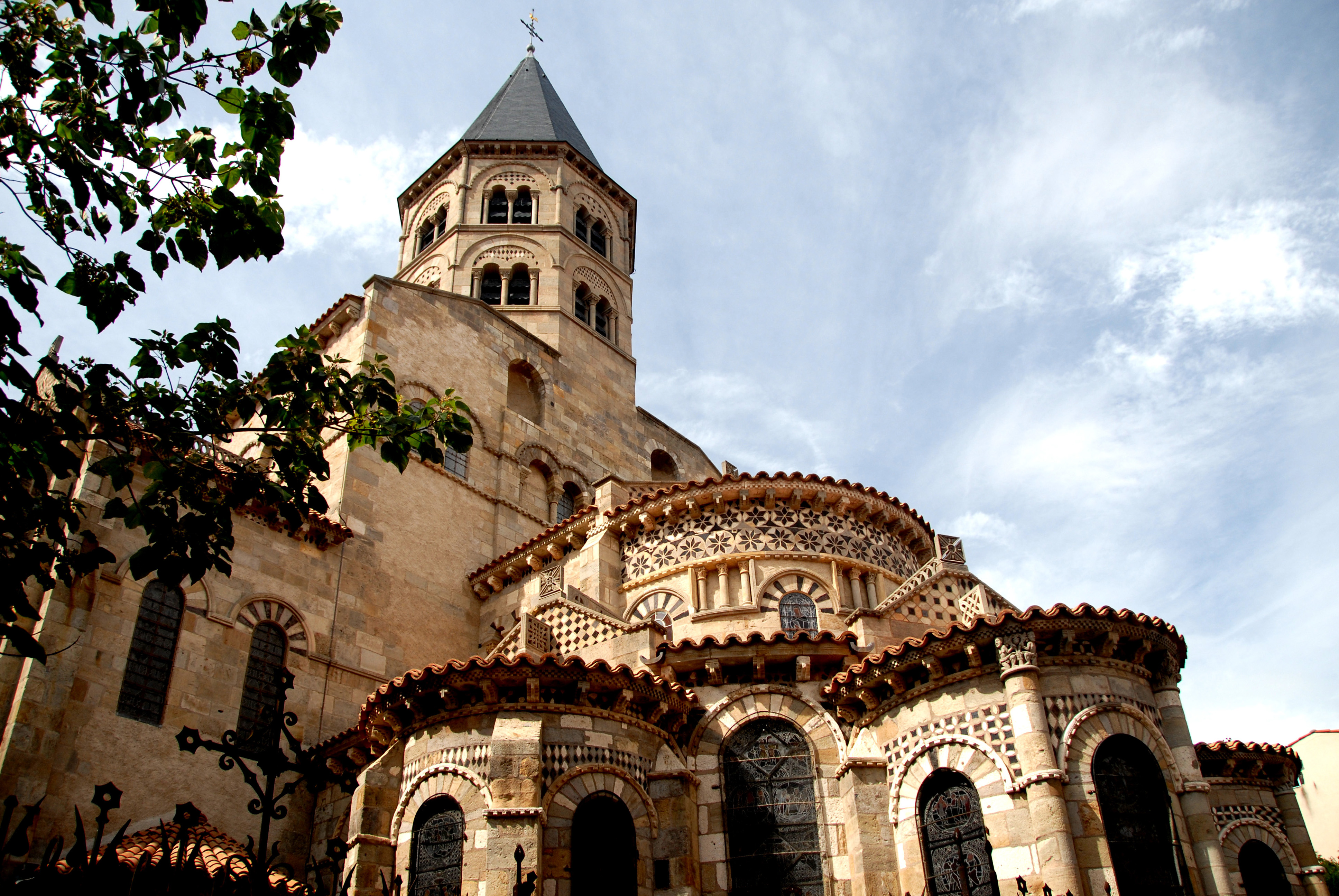
Notre-Dame-du-Port.

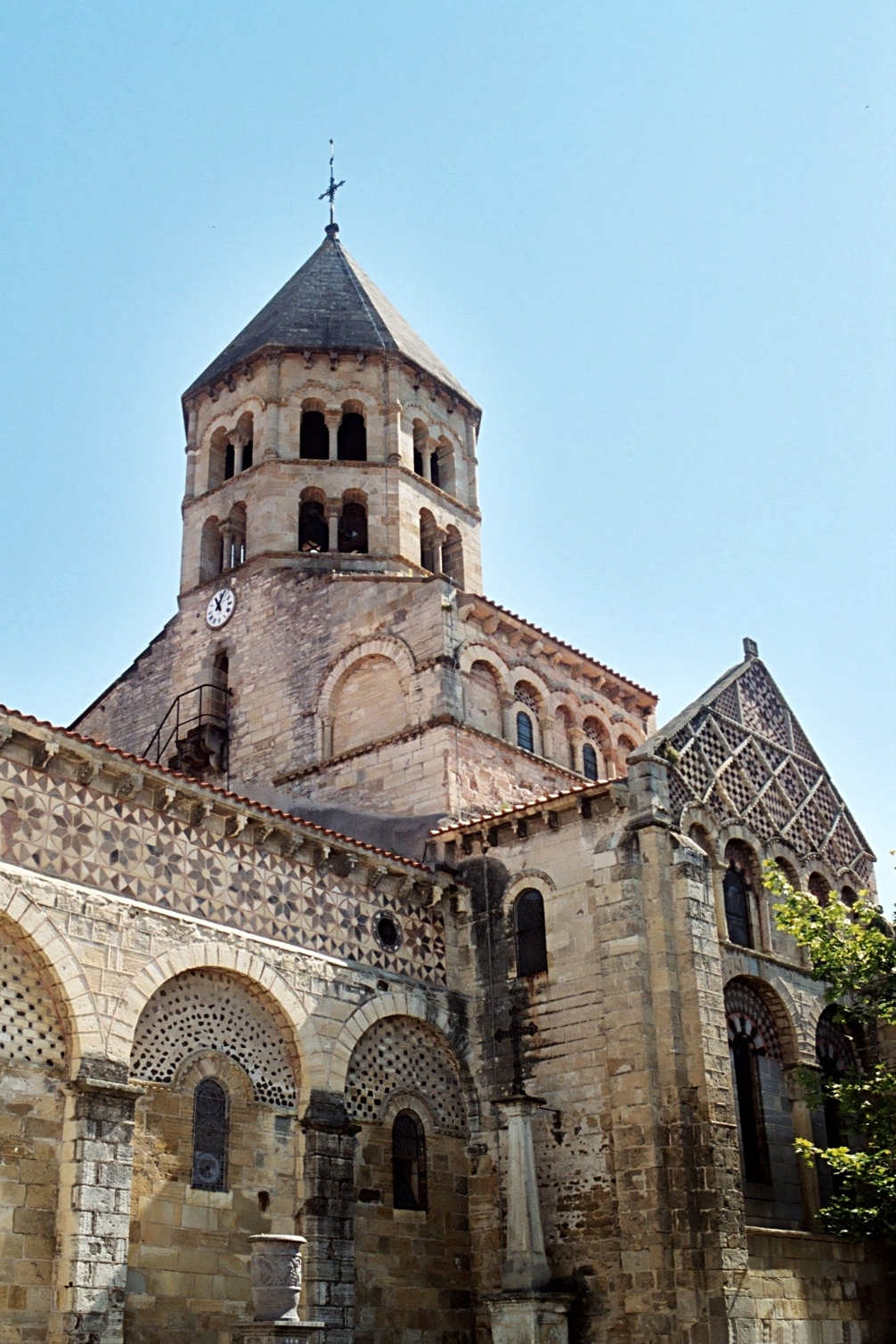
Saint-Julien de Chauriat.

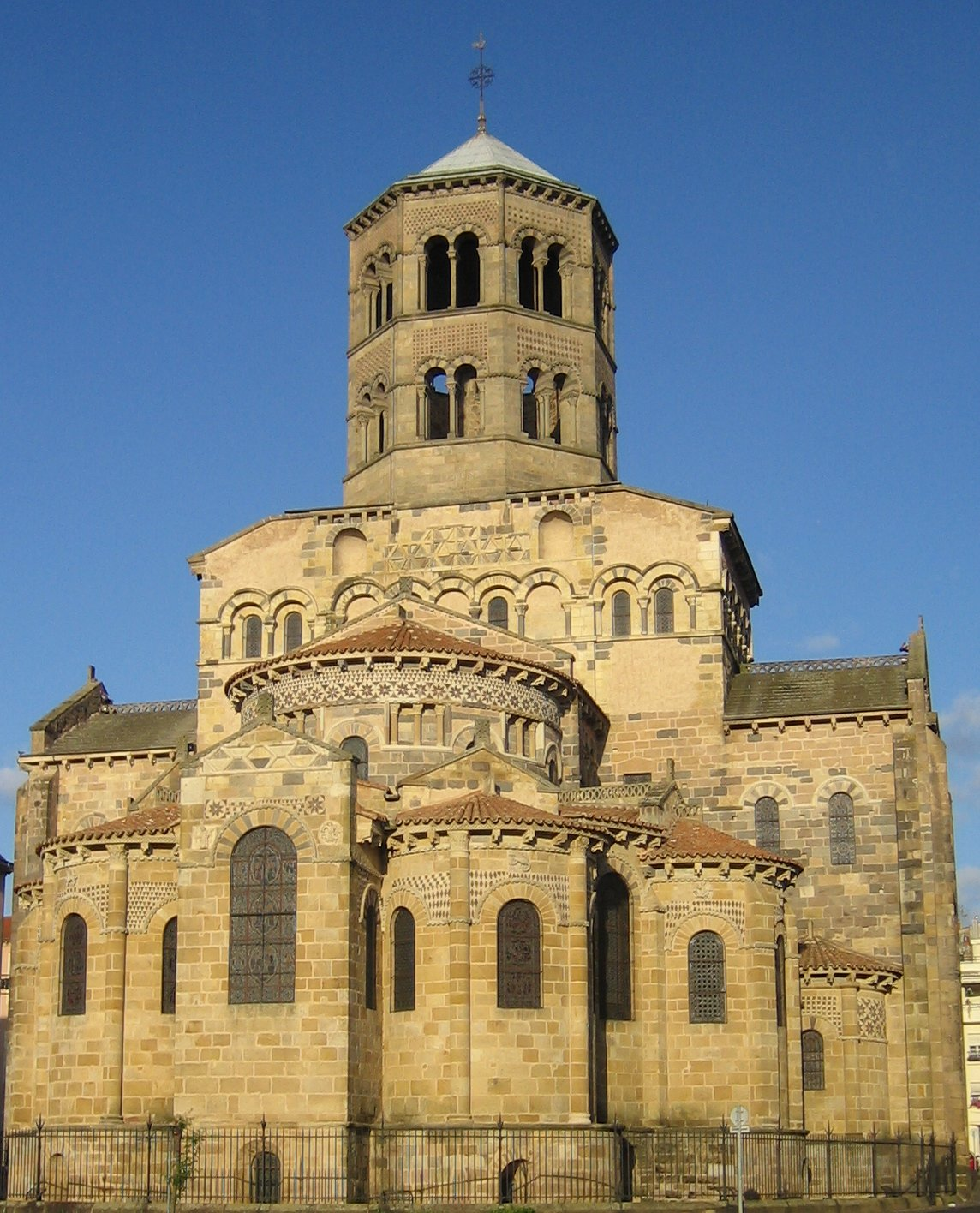
Saint-Austremoine d'Issoire.

| - Collégiale Saint-Cerneuf de Billom - Église Saint-Jean de Glaine-Montaigut - Église Saint-Martin de Thuret (ex-saint Limin) - Église Saint-Martin d'Artonne - Église Saint-Rustique d'Aulnat - Église Saint-Domnin de Barnazat - Église Saint-Pierre de Beaumont - Collégiale Saint-Cerneuf de Billom - Église Saint-Pourçain de Bort-l'Étang - Église Église Saint-Vital-et-Saint-Agricol de Bulhon - Église Saint-Saturnin de Cellule - Église Saint-Julien de Chauriat - Basilique Notre-Dame-du-Port - Prieuré grandmontain de Chavanon | - Église Saint-Martin de Cournon-d'Auvergne - Église Notre-Dame de Culhat (dite de Saint-Vozy) - Collégiale Saint-Victor et Sainte-Couronne d'Ennezat - Église Saint-Julien d'Espirat - Église Saint-Julien de Jussat - Église Saint-Nicolas de Laschamps - Église Saint-Étienne de Luzillat - Église Notre-Dame de Maringues - Église Notre-Dame de Marsat - Église Saint-Pierre-aux-Liens de Moissat-Bas - Église Saint-Bonnet de Montpensier - Abbaye de Mozac - Église Saint-Symphorien de Neuville | - Église Sainte-Martine de Pont-du-Château - Basilique Saint-Amable de Riom - Église Sainte-Agathe de Ris - Église Saint-Léger de Royat - Église Saint-Domnin de Saint-Denis-Combarnazat - Église Saint-Genes de Saint-Genes-du-Retz - Église Saint-Hilaire de Saint-Hilaire-la-Croix - Église Saint-Martin de Saint-Ignat - Église Saint-Médulphe de Saint-Myon - Église Notre-Dame de Saint-Saturnin - Église Saint-Priest de Volvic |

### Limagne d'Issoire, Comté d'Auvergne et Lambronnais
| | | |
| - Église Saint-Julien de Bansat - Abbatiale Saint-Austremoine d'Issoire - Église Notre-Dame de Mailhat (Lamontgie) | - Église Saint-Sébastien de Manglieu - Église Saint-Nicolas de Nonette - Église Sainte-Madeleine d'Orsonnette | - Église Saint-Pierre de Plauzat - Église Notre-Dame de Ronzières (dite de Saint-Baudime) à Ronzières - Église Saint-Martin d'Yronde |

### Limagne bourbonnaise et Montagne bourbonnaise
| | | |

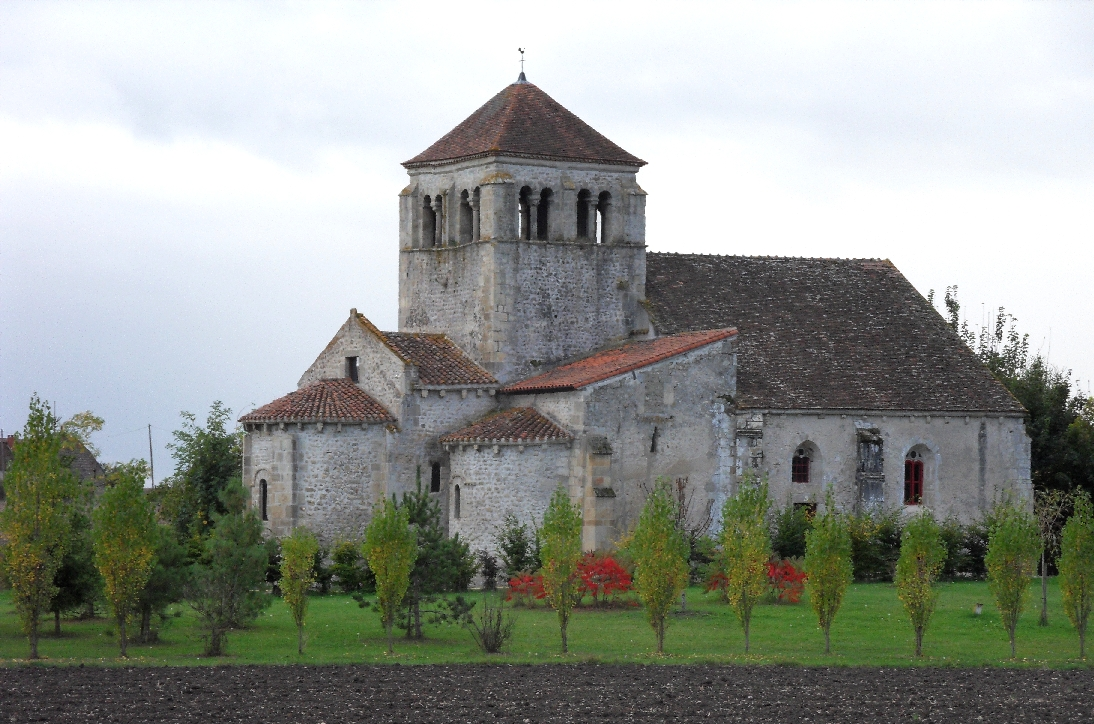
Saint-André de Barberier.

| - Église Saint-Martin d'Artonne - Église monolithe d'Aubeterre-sur-Dronne - Église Saint-André de Barberier - Église Saint-Symphorien de Biozat - Abbaye Saint-Vincent de Chantelle - Église Saint-Laurent de Châtel-de-Neuvre - Église Notre-Dame de Châtel-Montagne - Église Saint-Pierre de Châtelperron - Église Sainte-Radegonde de Cognat-Lyonne - Église Saint-Nicolas de Droiturier | - Église Saint-Léger d'Ébreuil - Église Saint-Cyr-et-Sainte-Julitte d'Escurolles - Église Saint-Étienne de Gannat - Église Sainte-Croix de Gannat - Église Saint-Martin de Jenzat - Église Saint-Sulpice de Langy - Église Saint-Vincent-de-Paul de Magnet - Église Saint-Martin de Meillard - Église Saint-Pourçain de Naves - Église Saint-Étienne de Saint-Étienne-de-Vicq - Église Saint-Julien de Saint-Gérand-le-Puy | - Église Notre-Dame de Saint-Germain-des-Fossés - Église Saint-Mayeul-et-Saint-Pont de Saint-Pont - Église Saint-Julien de Saulcet - Église Saint-Martin de Senat - Église Saint-Martial de Seuillet - Prieuré Saint-Pierre-et-Saint-Paul de Souvigny - Église Saint-Marc de Souvigny - Église Saint-André de Taxat - Église Sainte-Croix de Veauce - Église Saint-Maurice de Vicq |

### Livradois
| | | |

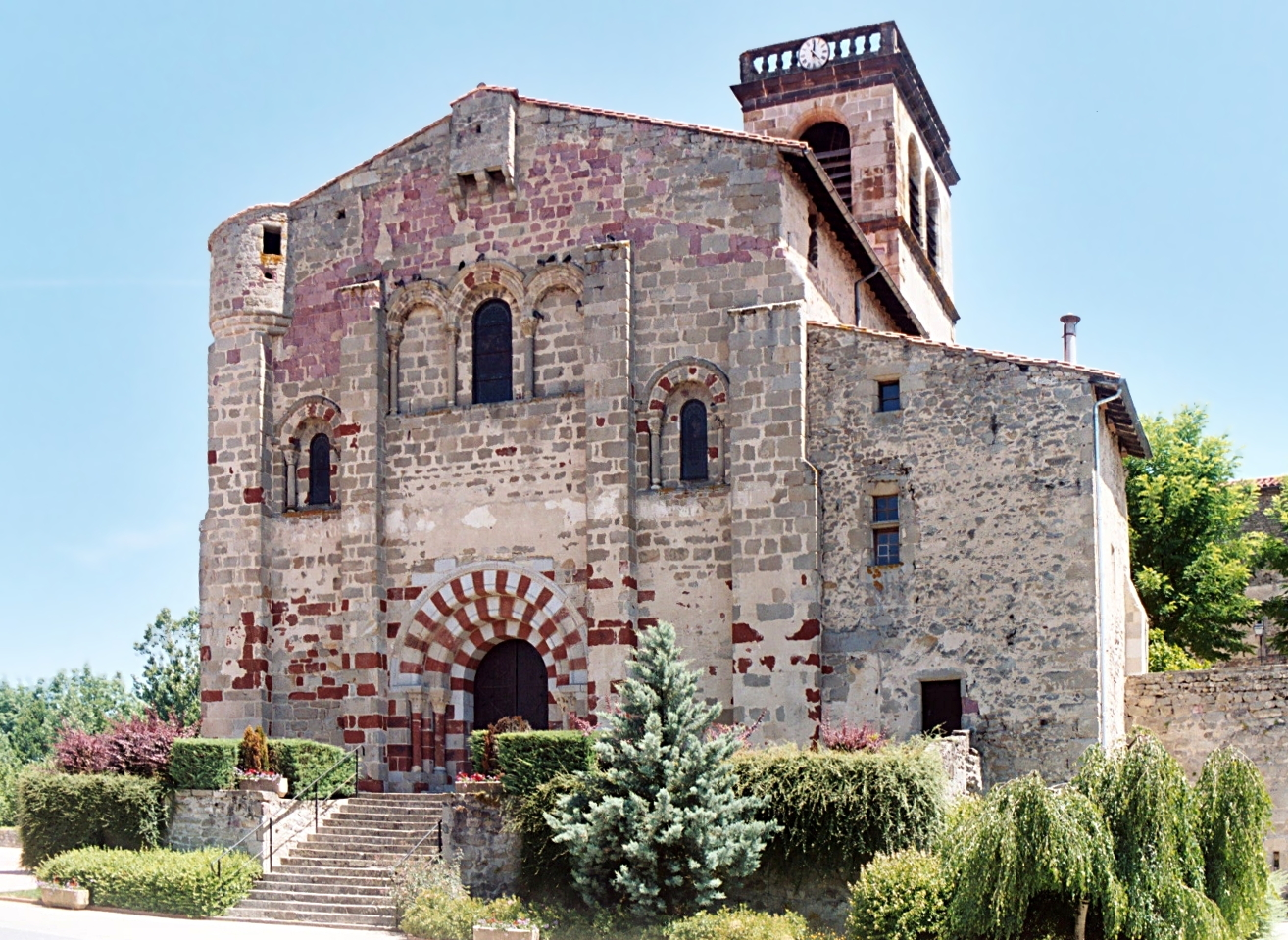
Saint-Didier de Saint-Dier-d'Auvergne.

| - Église Saint-Pierre d'Arlanc - Église Sainte-Marguerite de Beurières - Église Saint-Martin de Brousse - Église Saint-Sébastien de Champdieu - Église Saint-Martin de Courpière - Église Saint-Martin de Cunlhat - Église Saint-Barthélémy de Doranges | - Église Saint-Blaise de Dore-l'Église - Église Notre-Dame d'Égliseneuve-des-Liards - Église Saint-Pierre-aux-liens de Fayet-le-Château - Église Saint-Pierre d'Isserteaux - Chapelle des Pénitents de Marsac - Église Saint-Antoine du Monestier - Église Saint-Bonnet de Néronde-sur-Dore | - Église Saint-Blaise de Saint-Bonnet-le-Bourg - Église Saint-Didier de Saint-Dier-d'Auvergne - Église Saint-Germain de Saint-Germain-l'Herm - Église Saint-Sauveur de Saint-Sauveur-la-Sagne - Abbaye du Moutier de Thiers - Église Saint-Genès de Thiers - Église Saint-Victor de Saint-Victor-sur-Arlanc |

### Monts du Cantal et Mauriacois
| | | |

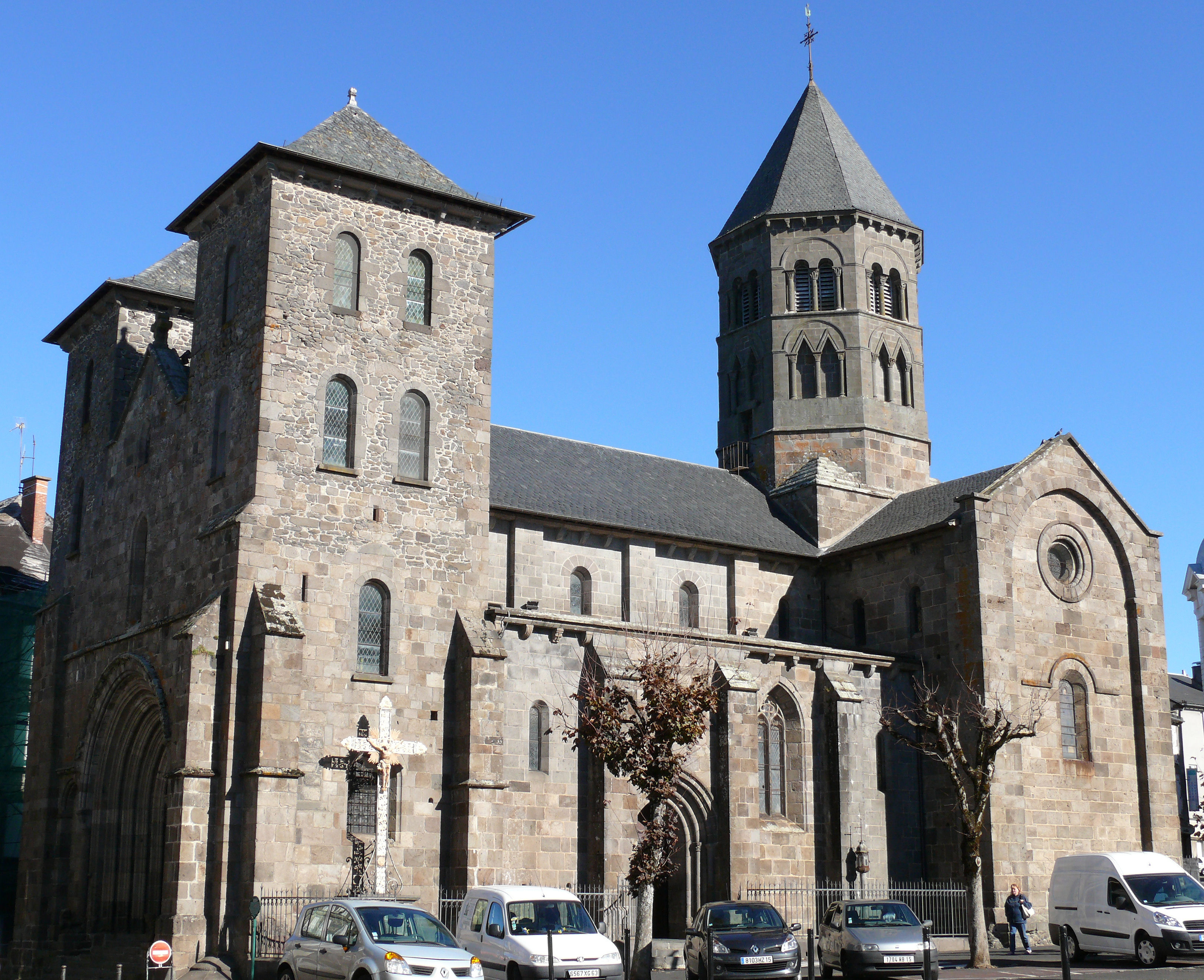
N.D.des-Miracles de Mauriac.

| - Église Saint-Ferréol d'Ally - Église Saint-Thyrse d'Anglards-de-Salers - Église Saint-Martin de Barriac-les-Bosquets - Église Saint-Thibaud de Brageac - Église Saint-Hilaire de Brezons - Église Saint-Martin de Chalvignac - Église Saint-Léger de Cheylade - Église de la Nativité-de-la-Vierge de Girgols | - Église Saint-Martin de Jaleyrac - Église Saint-Pardoux de Laroquevieille - Église Saint-Rémi de Lascelle - Église Saint-Barthélémy de Liginiac - Basilique Notre-Dame-des-Miracles de Mauriac - Église Saint-Pierre de Menet - Église Saint-Barthélemy de Moussages | - Église Saint-Georges de Riom-ès-Montagnes - Église Saint-Étienne de Saint-Amandin - Église Saint-Bonnet de Saint-Bonnet-de-Salers - Église St-Étienne-et-St-Clair de St-Étienne-de-Chomeil - Église Saint-Paul de Saint-Paul-de-Salers - Église Saint-Beauzire de Trizac |

### Monts Dore
| | | |

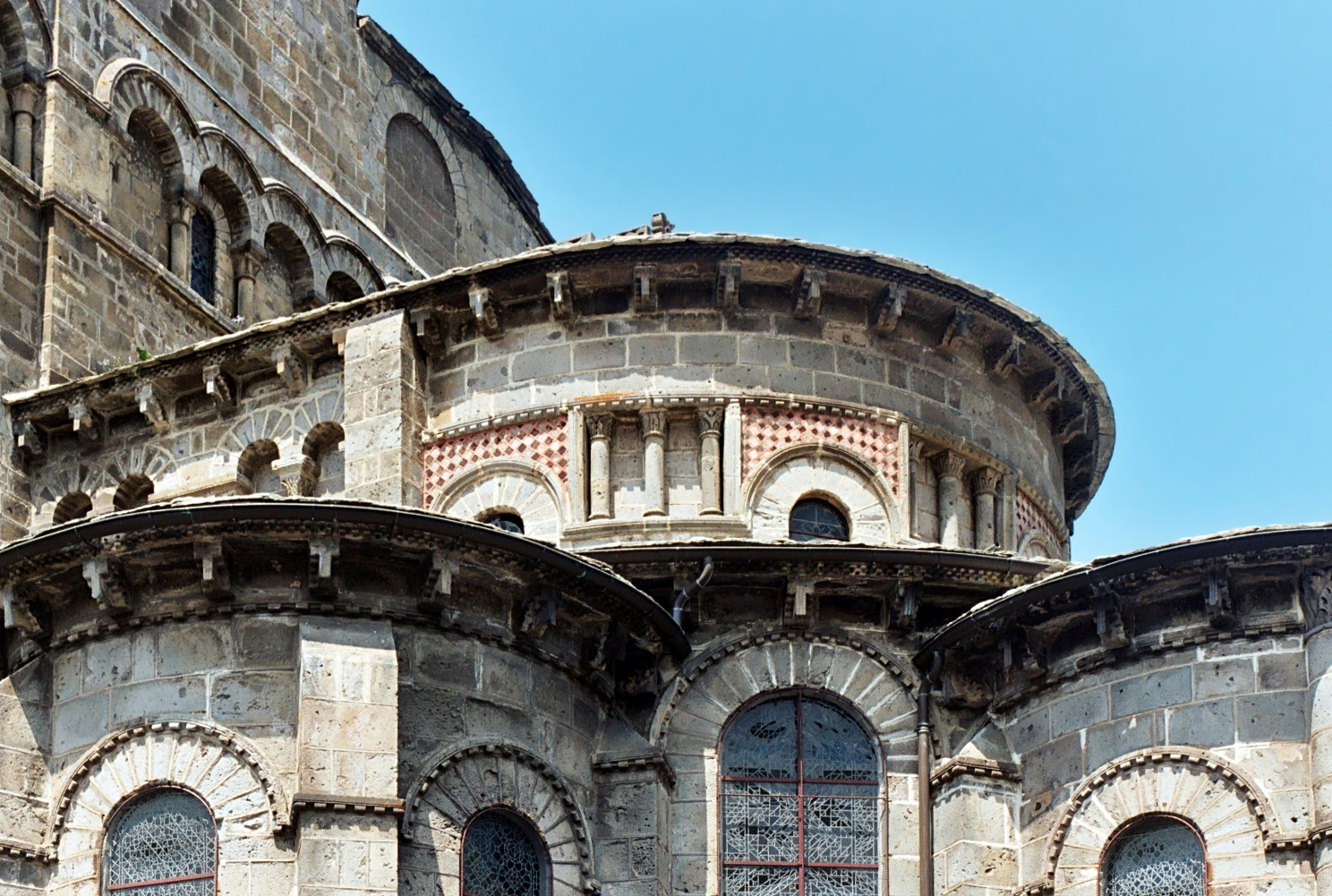
Notre-Dame d'Orcival.

| - Église Saint-André de Besse-et-Saint-Anastaise - Église Saint-Fargheon de Bourg-Lastic - Chapelle funéraire de Chambon-sur-Lac | - Église Notre-Dame d'Herment - Basilique Notre-Dame d'Orcival - Chapelle du Château de Saint-Diéry | - Église Saint-Donat de St-Donat - Église de Saint-Nectaire - Église Saint-Victor de Saint-Victor-la-Rivière |

### Planèze, Aubrac et Margeride
| | |  |

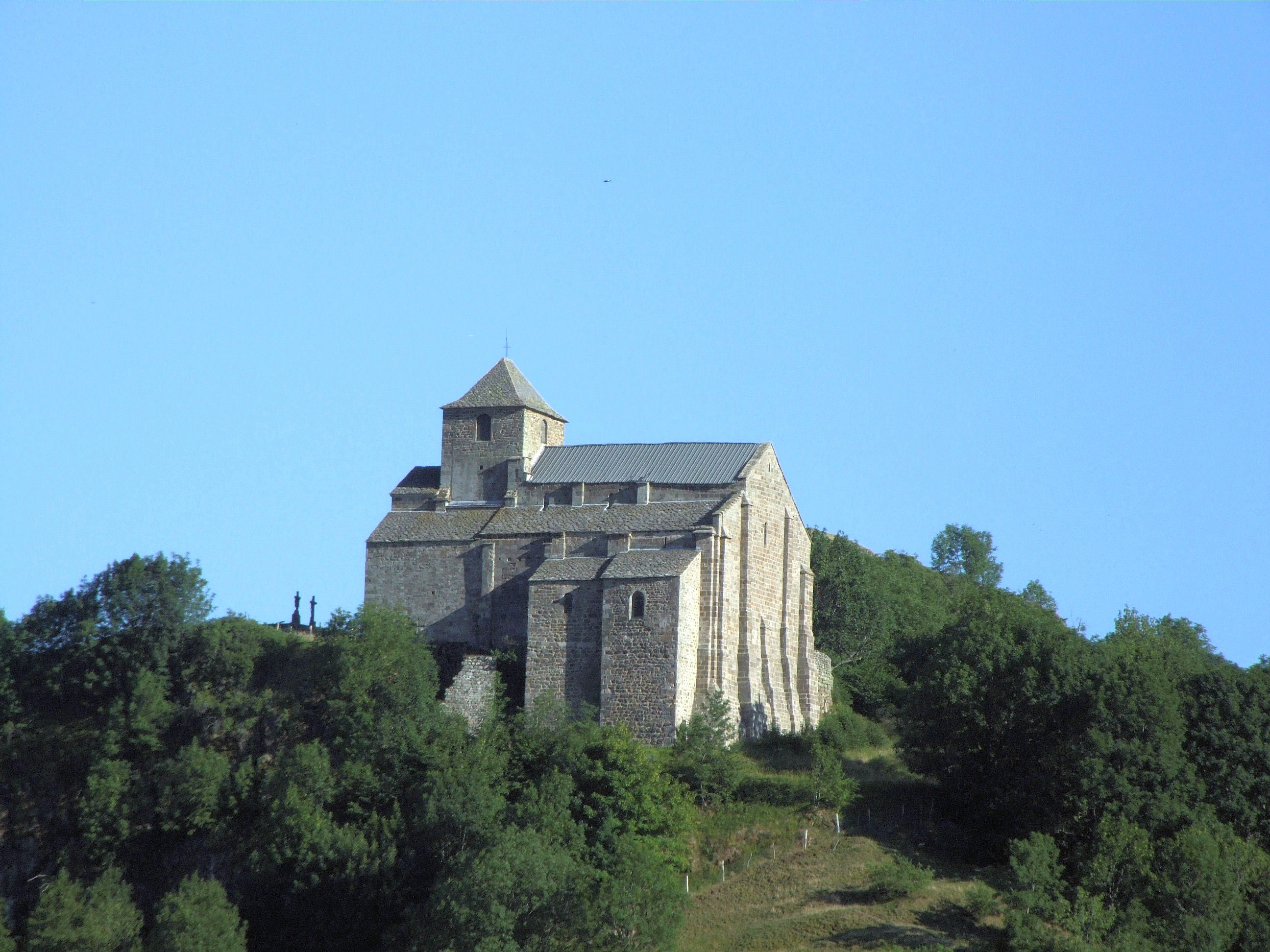
Saint-Pierre de Bredons.

| - Église Saint-Cirgues d'Andelat - Église Notre-Dame-des-Pauvres d'Aubrac - Église Saint-Pierre de Bredons | - Église Sainte-Madeleine de Mentières - Église Sainte-Marie de Nasbinals - Église Saint-Gal de Roffiac - Église Saint-Pierre-et-Saint-Michel de Saint-Urcize |  |

### Velay
| |  |  |

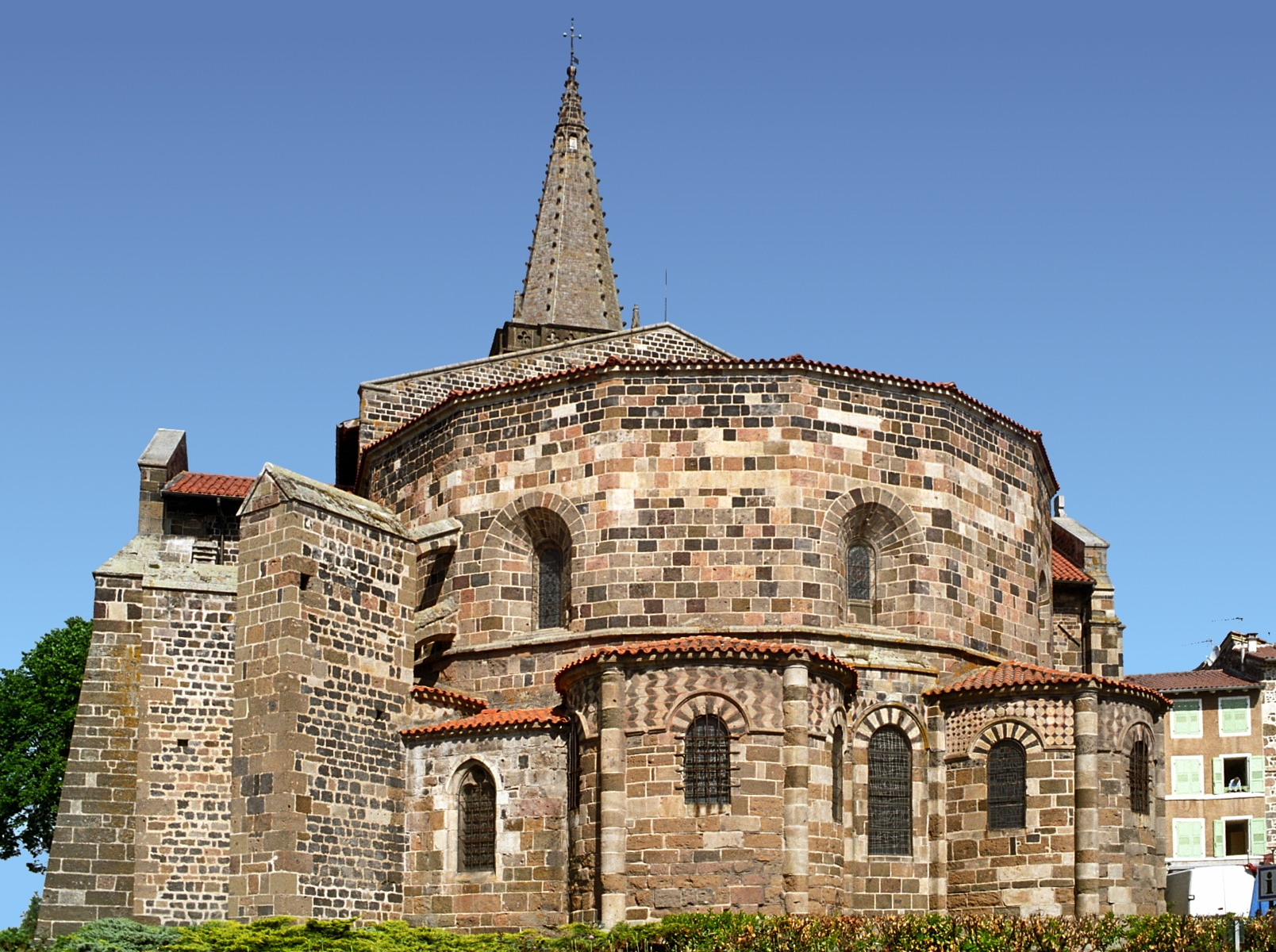
Saint-Georges de Saint-Paulien.

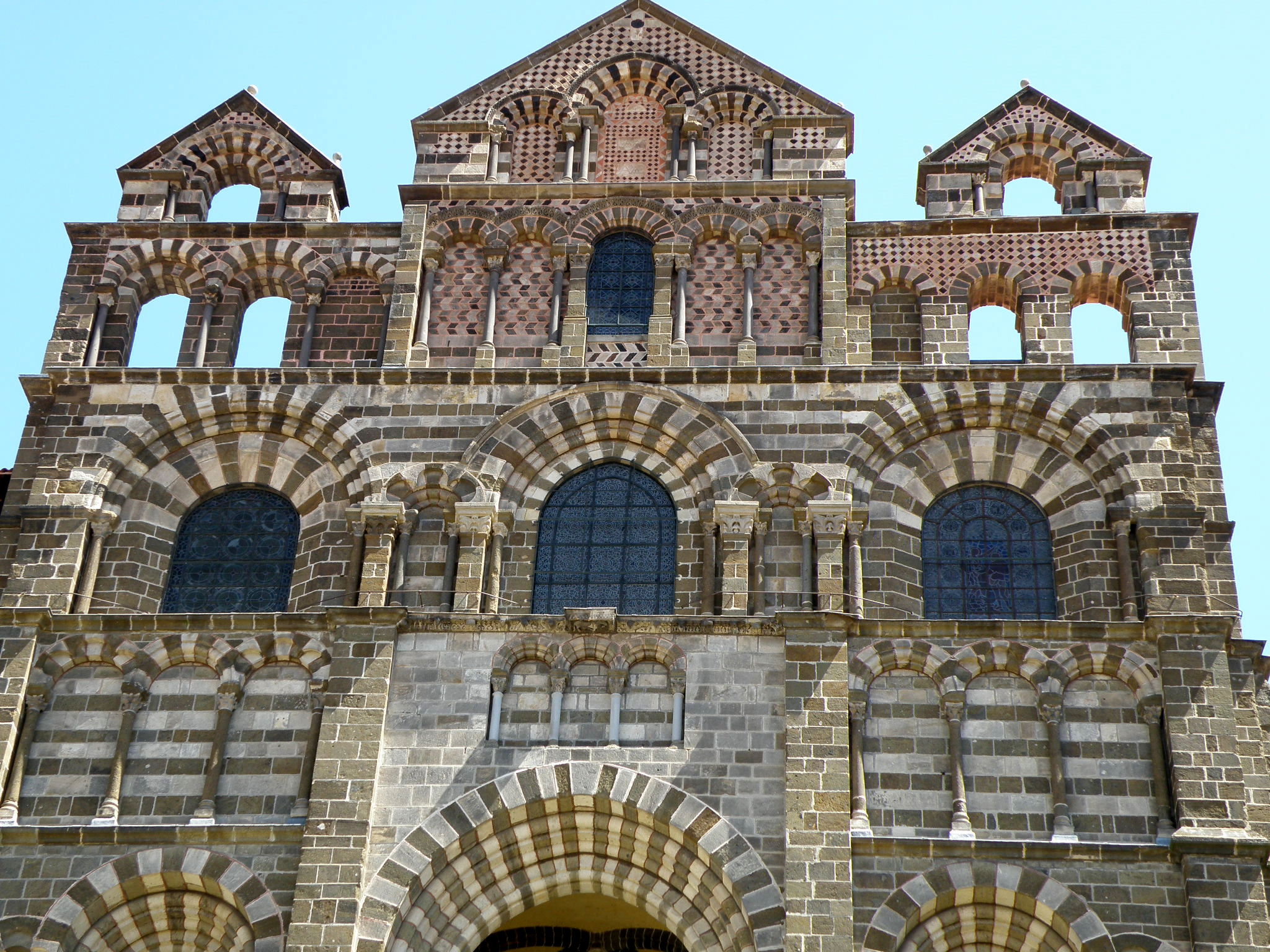
Cathédrale du Puy.

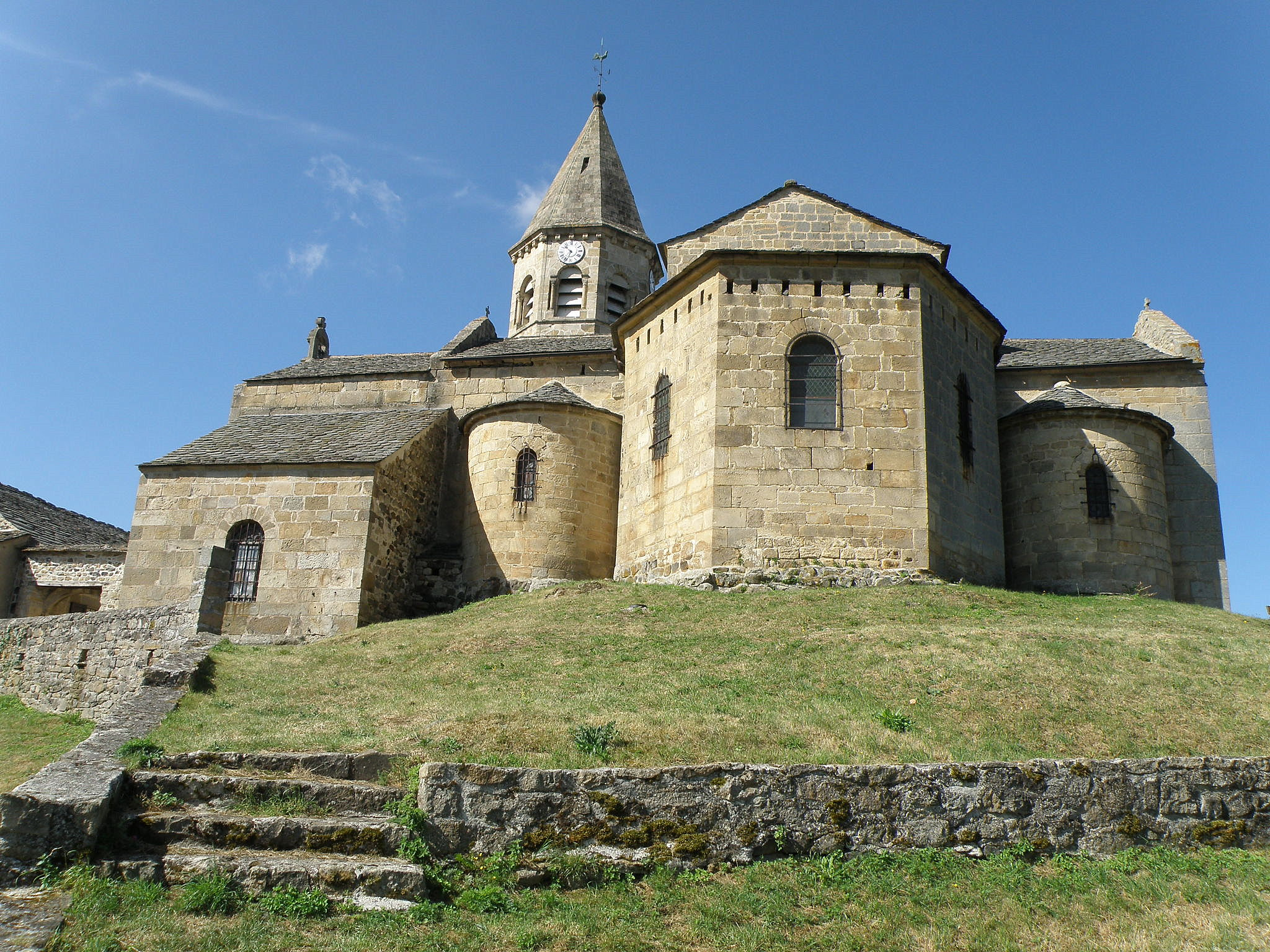
Saint-Julien-Chapteuil.

| - Abbaye Saint-Chaffre du Monastier-sur-Gazeille - Cathédrale Notre-Dame du Puy-en-Velay - Chapelle Saint-Clair d'Aiguilhe - Église Sainte-Foy de Bains - Église de Saint-Front - Église Saint-Georges de Saint-Paulien - Église Saint-Gilles de Chamalières-sur-Loire - Église Saint-Hilaire de Saint-Hilaire - Église Saint-Jean-Baptiste de Retournac - Église Saint-Julien de Saint-Julien-Chapteuil - Église Saint-Martin de Polignac - Église Saint-Michel d'Aiguilhe - Église Saint-Pierre de Saint-Pierre-Eynac |  |  |